# 大阪市交通局20系電車
大阪市交通局20系電車（おおさかしこうつうきょく20けいでんしゃ）は、大阪市交通局が1984年より量産を開始した通勤形電車である。2018年（平成30年）4月の大阪市交通局民営化にともない、大阪市高速電気軌道（愛称:Osaka Metro）に継承された。
電機子チョッパ制御車である10系の試作車として1973年に製造された20系（初代）、1984年より量産が開始されたVVVFインバータ制御車の20系（2代）、1990年（平成2年）に登場したステンレス車体の新20系（21 - 25系）の3グループがある。
本記事では20系（2代）および新20系ならびに大阪港トランスポートシステムが1997年（平成9年）に導入した、新20系と同一設計の大阪港トランスポートシステムOTS系電車について記述する。

## 概要
1985年の4号線（中央線）深江橋 - 長田 間開業などに伴う所要車両数増加への対応や、老朽化や陳腐化が目立ち始めていた50系・30系などの抵抗制御車の置換えとこれに伴う保守の合理化、それに冷房化率の向上による乗客サービスの改善を目的として開発・量産された18.7m級4扉車群である。
三相交流誘導電動機をインバータ制御器で制御・駆動する当時最新のVVVF制御システムを搭載しており、大阪市交通局の第3軌条集電方式を用いる高速電気軌道全線で使用可能である。
外観形状から、先行する10系を踏襲したアルミ合金製車体の20系（2代：以降「20系」とのみ表記）と、軽量ステンレス製車体の新20系の2グループに大別される。

## 車種構成
本系列は20系、新20系共に以下の各形式で構成される。なお、形式の100の位の数字は先行する10系にならって付番されている。
- 2000形
  - 両方の台車に集電装置を装備する電動車（Ma）。
- 2100形
  - 片方の台車に集電装置を装備する電動車（Mb）。
- 2200形
  - 両方の台車に集電装置を装備する電動車（Ma）。
- 2300形
  - 片方の台車に集電装置を装備する電動車（Mb）。
- 2400形
  - 両方の台車に集電装置を装備する電動車（Ma）。
- 2500形
  - 主要機器を搭載しない付随車（T）。
- 2600形
  - 空気圧縮機や補助電源装置などの補機を搭載する制御車（Tec）。6両編成以下（御堂筋線21系以外）の場合は両方の台車に集電装置を装備する。
- 2700形
  - 片方の台車に集電装置を装備し、空気圧縮機を搭載する付随車（Tbp）。
- 2800形
  - 主要機器を搭載しない付随車（T）。
- 2900形
  - 空気圧縮機や補助電源装置などの補機を搭載する制御車（Tec）。4両編成（千日前線25系）の場合に限り両方の台車に集電装置を装備する。

なお、投入線区より編成両数が異なるため、御堂筋線用21系以外の各グループは、それぞれ未製造の形式がある。

## 編成
編成は両端に付随車あるいは制御車を、中央に電動車をそれぞれ配置した4両編成を2セット組み合わせた8両編成を基本に計画されており、以下のとおり各線の輸送状況に応じて車両数を加減している。
以下の例は20系・新20系の例である。編成の右側（2900形）は御堂筋線なかもず寄り・谷町線大日寄り・四つ橋線住之江公園寄り・中央線長田（学研奈良登美ヶ丘）寄り・千日前線野田阪神寄り・各線共通で緑木検車場寄りである。
| 2600 | 2000 | 2100 | 2700 | 2400 | 2800 | 2500 | 2300 | 2200 | 2900 |
| Tec1 | Ma1  | Mb1  | Tbp  | Ma1' | T'   | T    | Mb2  | Ma2  | Tec2 |

| 2600 | 2000 | 2100 | 2700 | 2400 | 2800 | 2300 | 2200 | 2900 |
| Tec1 | Ma1  | Mb1  | Tbp  | Ma1' | T'   | Mb2  | Ma2  | Tec2 |

| 2600 | 2000 | 2100 | 2700 | 2800 | 2300 | 2200 | 2900 |
| Tec1 | Ma1  | Mb1  | T1'  | T2'  | Mb2  | Ma2  | Tec2 |

| 2600 | 2100 | 2800 | 2300 | 2200 | 2900 |
| Tec1 | Mb1' | T'   | Mb2  | Ma2  | Tec2 |

| 2600 | 2100 | 2300 | 2200 | 2900 |
| Tec1 | Mb1' | Mb2' | Ma2  | Tec2 |

| 2600 | 2100 | 2300 | 2900 |
| Tec1 | Mb1  | Mb2  | Tec2 |

なお、本系列は従来の30系や10系と同様に、車庫・工場内での入れ替え作業や保守の便を図り、編成を中間で分割可能なように設計されており、上記では簡易運転台付きの車両を ' 記号で表記している（編成図の枠内部を緑色にした車両が該当）。

## 20系
1984年に中央線用2601Fが、1985年末に中央線長田延伸用として2602F - 2605Fが、1989年には中央線用2606F - 2607Fと、谷町線用2631F - 2639Fが、いずれも6両編成で製造（計96両）された。両線初の冷房車で、谷町線用は30番台に区分され、近鉄線乗り入れ対応設備の有無以外は基本的に同一設計である。1989年製造車は、警笛の変更、行先表示器への英字表記追加とその設定器の変更、車内スピーカーの改良・増設などのマイナーチェンジが行われている。
車両価格は先行して製造した2601Fの場合、1編成（6両）で7億3,000万円であった。
各編成の詳細は以下のとおりである。
| 編成番号 | 竣工年月       | メーカー            | 更新竣工       | 改造所   | 仕様  | 廃車           | 備考     |
| -------- | -------------- | ------------------- | -------------- | -------- | ----- | -------------- | -------- |
| 2601F    | 1984年3月28日  | 近畿車輛 川崎重工業 | 2004年4月19日  | 大阪車輌 | 1次車 | 2014年8月25日  |          |
| 2602F    | 1985年10月17日 | 日立製作所          | 2005年11月7日  | 大阪車輌 | 2次車 | 2022年9月20日  |          |
| 2603F    | 1985年11月5日  | 日立製作所          | 2005年2月17日  | 大阪車輌 | 2次車 | 2023年1月10日  |          |
| 2604F    | 1985年11月25日 | 日立製作所          | 2004年8月27日  | 大阪車輌 | 2次車 | 2023年8月27日  |          |
| 2605F    | 1985年12月16日 | 日立製作所          | 2006年7月14日  | 大阪車輌 | 2次車 | 2023年12月26日 |          |
| 2606F    | 1989年6月15日  | 日立製作所          | 2006年3月7日   | 大阪車輌 | 3次車 | 2024年3月13日  |          |
| 2607F    | 1989年6月29日  | 日立製作所          | 2005年4月8日   | 大阪車輌 | 3次車 | 2022年10月3日  |          |
| 2631F    | 1989年5月25日  | 日立製作所          | 2006年8月2日   | 大阪車輌 | 4次車 | 2022年8月1日   | 元谷町線 |
| 2632F    | 1989年5月26日  | 日立製作所          | 2005年10月20日 | 近畿車輛 | 4次車 | 2024年3月21日  | 元谷町線 |
| 2633F    | 1989年6月12日  | 日立製作所          | 2005年7月11日  | 近畿車輛 | 4次車 | 2024年2月13日  | 元谷町線 |
| 2634F    | 1989年6月8日   | 川崎重工業          | 2004年10月2日  | 近畿車輛 | 4次車 | 2022年12月8日  | 元谷町線 |
| 2635F    | 1989年6月13日  | 川崎重工業          | 2004年7月20日  | 近畿車輛 | 4次車 | 2022年12月19日 | 元谷町線 |
| 2636F    | 1989年6月27日  | 川崎重工業          | 2006年1月16日  | 近畿車輛 | 4次車 | 2023年1月23日  | 元谷町線 |
| 2637F    | 1989年6月20日  | 東急車輛            | 2005年5月11日  | 近畿車輛 | 4次車 | 2023年7月26日  | 元谷町線 |
| 2638F    | 1989年6月26日  | 東急車輛            | 2005年1月24日  | 近畿車輛 | 4次車 | 2023年6月1日   | 元谷町線 |
| 2639F    | 1989年6月30日  | 東急車輛            | 2006年2月14日  | 近畿車輛 | 4次車 | 2023年9月19日  | 元谷町線 |

### 開発経緯
本系列開発の基礎となった、大阪市交通局におけるVVVF制御の実用化研究は、石油ショックをきっかけとする建設費高騰に抗するべく、1979年3月に局内に設置された「地下鉄小型化調査委員会」における地下鉄車両の小型化研究を出発点としている。
後に7号線（長堀鶴見緑地線）向け70系や8号線（今里筋線）向け80系として結実することになるこの研究の過程では、建設費高騰の最大の要因であるトンネル断面の縮小を目的として、車輪径や床面高さの縮小が重要課題として取り上げられた。これらの課題については、折からの半導体技術の進歩、特にインバータ装置の心臓部となる主回路のスイッチング素子とそのパターン制御に必要となるマイクロプロセッサの急速な進歩によって、解決の道が開かれた。
これらの技術革新により、従来は実用化が困難と見られていた、三相交流誘導電動機と小直径車輪を用いた駆動システムの実用化の目処が立った。
従来、三相交流誘導電動機は整流子を持たないため保守上問題となる摩耗部品が軸受に限られ、フラッシュオーバーの危険がなく軽量・コンパクトで高回転数化や大出力化が容易、しかも直流電動機を上回る再粘着特性が得られるという大きなメリットを備えていて、鉄道技術者からは「夢の電動機」とさえ呼ばれていた。
しかしその反面、三相交流誘導電動機には一定周波数・一定電圧の下で一定回転数を保とうとする性質があるため、起動トルクが小さいという課題があり、長らく高速電気鉄道での利用は困難視されていたが、当時実用段階に入りつつあった高速・高耐圧・大出力かつコンパクトなスイッチング素子と、これをプログラムに従って波形制御するマイクロプロセッサを組み合わせ、電圧型PWM制御によって可変電圧・可変周波数（Variable Voltage Variable Frequency:VVVF）制御を行うことにより、この課題を解決可能となったのである。さらにこの制御法により、直流整流子電動機に近い、あるいはそれを上回る優れた出力・粘着特性を得ることさえも可能となった。
こうした周辺技術の進歩・成熟を踏まえ、高速電車用VVVF制御システムの開発が日立製作所、三菱電機、それに東京芝浦電気（当時）といった有力電機メーカー各社を交えて開始された。この制御システムについては大阪市交通局と同時期に日本国有鉄道や近畿日本鉄道と東京急行電鉄などが、それぞれの取引先である電機メーカー各社と共同で大規模な研究開発を実施していたが、直流1500Vの下での高速電車への適用にフォーカスしていた各社とは異なり、大阪市交通局のプロジェクトは低床のミニ地下鉄での使用を前提としてコンパクトな機器開発を重視していた点で一線を画していた。
もっとも、ミニ地下鉄の技術的可能性を探るというその開発経緯ゆえに、大阪市ではVVVF制御そのものの開発とスイッチング素子の開発が同時進行するという異例の事態となった。この点では単純に大形高速電車への適用に特化して研究を進められた他社とは状況が異なっており、これは後にVVVF制御車の営業運転開始時期で近鉄や東急の後塵を拝する一因となった。
この全く新しい制御システムの開発過程では、漏洩ノイズ等によるATSの軌道回路や変電所などへの誘導障害を調べるため、営業線上での機器の車載運用試験を行う必要があった。そこで、当時3号線（四つ橋線）から5号線（千日前線）への転用の過程で余剰車が発生していた100形（2代）がそのテストベッドに選ばれ、ミニ地下鉄を想定した低い床面高さに設けられた支持架に装架する形で試作機器を搭載して試験運転が実施された。
この試験運転では黎明期の低耐圧で動作の不安定なGTOサイリスタ素子を使用していたこともあって素子破壊が頻発しており、その開発は難航したという。もっとも、その後半は回路構成上の様々な対策や実装ノウハウの蓄積、それに何よりメーカー各社で量産がようやく軌道に乗り始めた2500V 2000A級GTOサイリスタ素子そのものの動作安定性および生産歩留まりの向上により、飛躍的に信頼性や動作安定性が向上して順調にテストメニューを消化しており、この一連の試験結果はミニ地下鉄実用化に当たっての技術的な裏付けとなり、また20系の搭載機器設計に貴重なデータを提供することともなった。
こうした技術開発の成果を受け、量産先行試作車としてメーカー各社が分担して製造した20系第1編成は1984年3月に竣工した。これは日本初のVVVF制御による誘導電動機搭載鉄道車両となった熊本市交通局8200形電車に続くものであり、したがって高速電気鉄道用として完成したものとしては日本初のVVVF制御車となっている。

### 車体

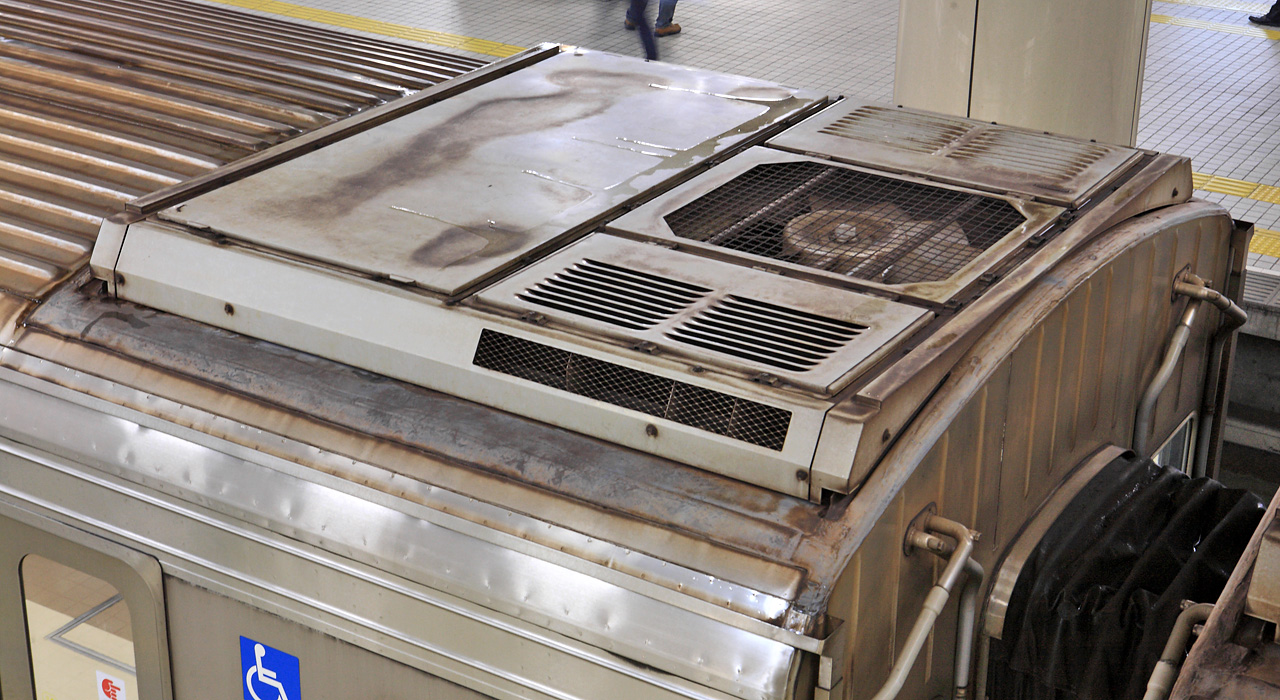
冷房装置（新20系の同一品）

10系を踏襲した2段上昇式側窓を備える、切妻構造のアルミ合金製車体である。
アルミニウム合金の製作方法の発展によって、外板と骨組みが一体となった大形押出形材を組み合わせて屋根や側構体を製作し、これらを自動溶接により接合することで省力化を実現している。床構体は中空構造のアルミ押出形材を組み合わせたもので、構体の横梁は省略され、中空形材に一体成形されたカーテンレール状のつり溝に、特殊ボルトを介して床下機器を吊り下げている。これにより、機器吊り用の梁に左右されることのない柔軟な機器配置を可能としつつ、中空形材内部を電線ダクトとして使用できる、合理的な構造となっている。
前面デザインは、10系と同様にFRP製縁飾りが付いたいわゆる額縁スタイルであるが、窓枠をブラックに塗装して一体に見せる、当時流行のスタイルを取り入れている。また、窓枠上部を直線状とし、角形の前照灯と標識灯を一体化したユニットを配して、10系よりも四角くすっきりとした印象としながら、ガラスの角に丸みを持たせることで、柔らかさも併せ持ったスタイルとしている。
冷房装置は、10系での実績を基に開発された超薄型の三菱電機CU-74Cおよび東芝RPU-4410を搭載する。開発当時の技術で極限に近い薄型化（厚さ405mm）を実現していた10系用冷房装置であったが、その後の技術の進歩、特にスクロール型コンプレッサーの実用化によってより一層の薄型化が可能となり、20系開発に合わせて従来比約74％の厚さ300mmとして実用化が図られた。屋根高さなど外観にほぼ変化はなく、薄型化の恩恵は全て客室内の天井高さ引き上げに振り向けられ、車端部冷房装置直下の天井の低さからくる圧迫感は大幅に低減されている。加えて、天井冷房吹き出し口の連続化・スリット化など、より洗練された内装となっている。なお、これら車体構造および冷房装置の改良点は、前面デザインを除いて10系増備車（2次量産車）にも反映されている。

### 主要機器

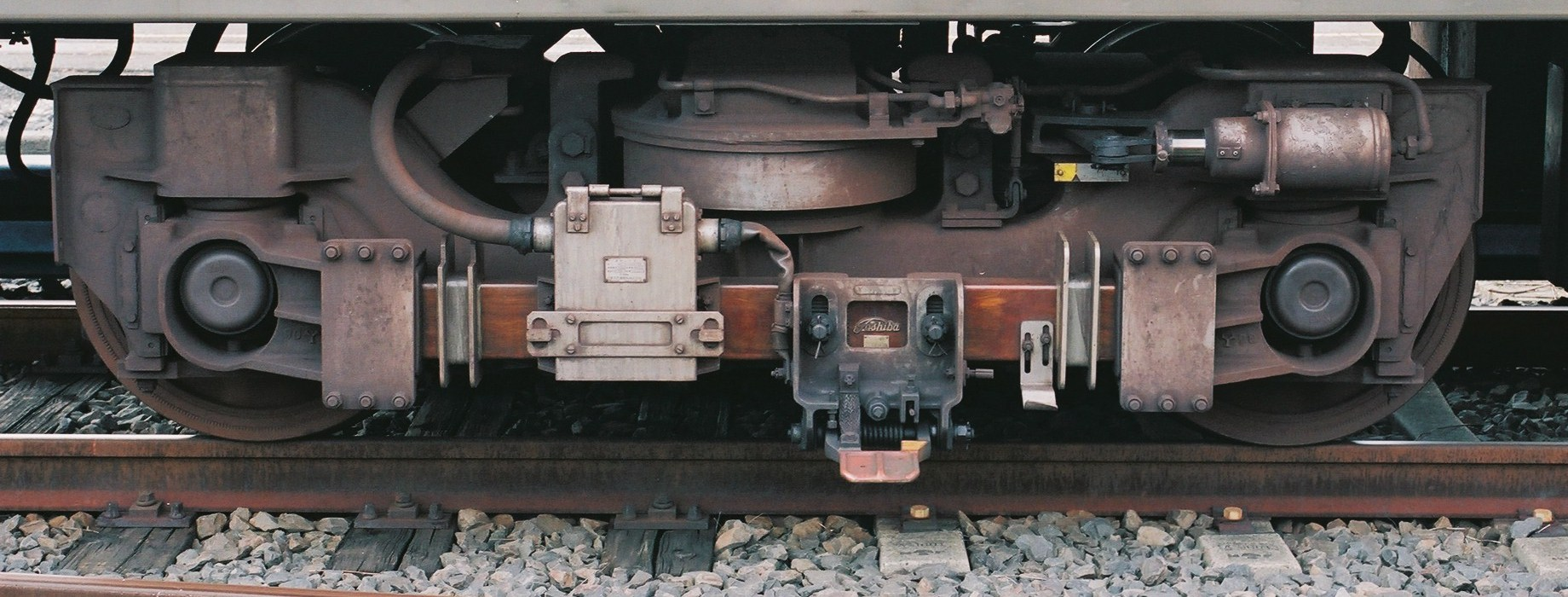
集電装置付きDS-20形台車（新20系の同一品）

本系列は、日本の高速電車におけるVVVF制御技術開発の揺籃の一つとなった点で特筆される。
20系の段階では、GTOインバータの容量などの制約から、1台の制御装置で2基の主電動機を制御する1C2M構成のものを2セット搭載している。
制御装置は、東芝（BS-1408-A・-B）・日立製作所（同じ電動車にはVF-HR-103Aと103Bを合わせて「VF-HR-103」と呼ぶ）・三菱電機（第1編成の2301にはSIV-V564-M-1と-2、他不明）製。第1編成（2601F）には、3両の電動車の電装品を東芝（2101）・日立（2201）・三菱（2301）の3社がそれぞれ1両ずつ分担して担当するなど試作要素が多く見られ、各社が量産に必要なデータを収集するための量産先行試作車的な性質の強いものであった。なお、電装品のメーカーは、2601F以外については編成内で1社に統一されている。
主電動機は、VVVF制御のため、従来の10系までと比較して整流子が不要となり、主電動機容積に余裕が生まれて磁気回路の容量が増強され、10系の東芝SE-617Aと比較して10kW増の端子電圧550V時1時間定格出力140kW/1600rpmが実現された。また、製造メーカーはこれまで東芝の1社指名であったものが、制御器の製造に参加する3社全てから供給されるように改められており、このため東芝SEA-309、日立HS-34529-02RB、三菱MB-5012-Aと3種の4極自己通風式三相かご形誘導電動機が採用されている。
台車は、10系用インダイレクトマウント・ノースイングハンガー・軸ばね式空気ばね台車であるDS-10とほぼ同仕様のDS-20が採用されている。また、車輪内周部に異種金属による防音リングを圧入してきしり音の低減を図った、防音波打車輪を装着する。集電装置は10系と同様に離線等による回生失効を防止する目的で、隣接する2両の電動車の内一方（Ma車）の全台車ともう一方（Mb車）のMa車寄り台車の合計左右3カ所ずつに設置されている。ただしMa車とユニットを組まないMb車は隣接する制御車寄りに設置するためその制御車も全台車が集電装置を設置し、編成全体では左右各6か所となる。
ブレーキ装置は、10系に準じた全電気指令式であるが、小改良が施され形式に変更が生じた（OEC-3）。

### 改造工事
2000年からは車椅子スペースの設置が、2002年からは側面行先表示器と車内案内表示装置の設置が開始された。
中央線用2601Fと2602Fには、車体側面全体に沿線の観光地である海遊館のジンベエザメなどを描いたラッピングフィルムが施された。この2編成はラッピングフィルムが剥がされたあとに側面行先表示器が取り付けられた。

#### ワンマン・高速化改造
2006年3月27日の近鉄けいはんな線生駒駅 - 学研奈良登美ヶ丘駅間開業時の同線における最高速度の向上に合わせて、2004年に第1編成の制御素子がGTOサイリスタ素子から日立製IGBT素子にASSY交換され、他の編成も順次交換された。
30番台車は、この近鉄けいはんな線延伸開業の際に、全編成が車両番号の変更を実施せずに谷町線から中央線に転用され、代わりに24系9編成が谷町線へ転用された。これは、20系がちょうど主要機器の更新時期を迎えていたため、近鉄線内での95km/h運転やワンマン運転への対応改造を同時に行うことにより効率化を図ったものである。
2006年までに全編成の制御装置の改造工事が完了し、けいはんな線内での最高速度は70km/hから95km/h、起動加速度は2.5km/h/sから3.0km/h/sにそれぞれ変更された。また、けいはんな線延伸開業時に近鉄線内でのワンマン運転が開始され、それに対応した機器が設置されている。

### 廃車
第1編成の2601Fは2014年8月21日の朝ラッシュ時の運用を最後に営業運転を終了し、同月25日付けで廃車となった。営業運転終了に際して、7月23日から「さよなら20-01編成 たくさんのご乗車ありがとうございました」と書かれた、20系のイラストの中に大阪城と海遊館も描かれたヘッドマークが掲出されていた。01編成と入れ替わる形で、四つ橋線23系06編成が中央線に転属し、24系第56編成となった（後述）。
残る15編成についても、2022年7月より導入の新型車両30000A系および2023年6月より導入の400系に順次置き換えられた。2023年9月には同年度中に定期運行から撤退する予定であることが公表され、2024年3月21日付で廃車された第32編成をもって形式消滅となった。
また、2025年1月に大阪市城東区に開設の「e METRO MOBILITY TOWN」にて、本形式の2606Fを展示スペースとして活用されている。

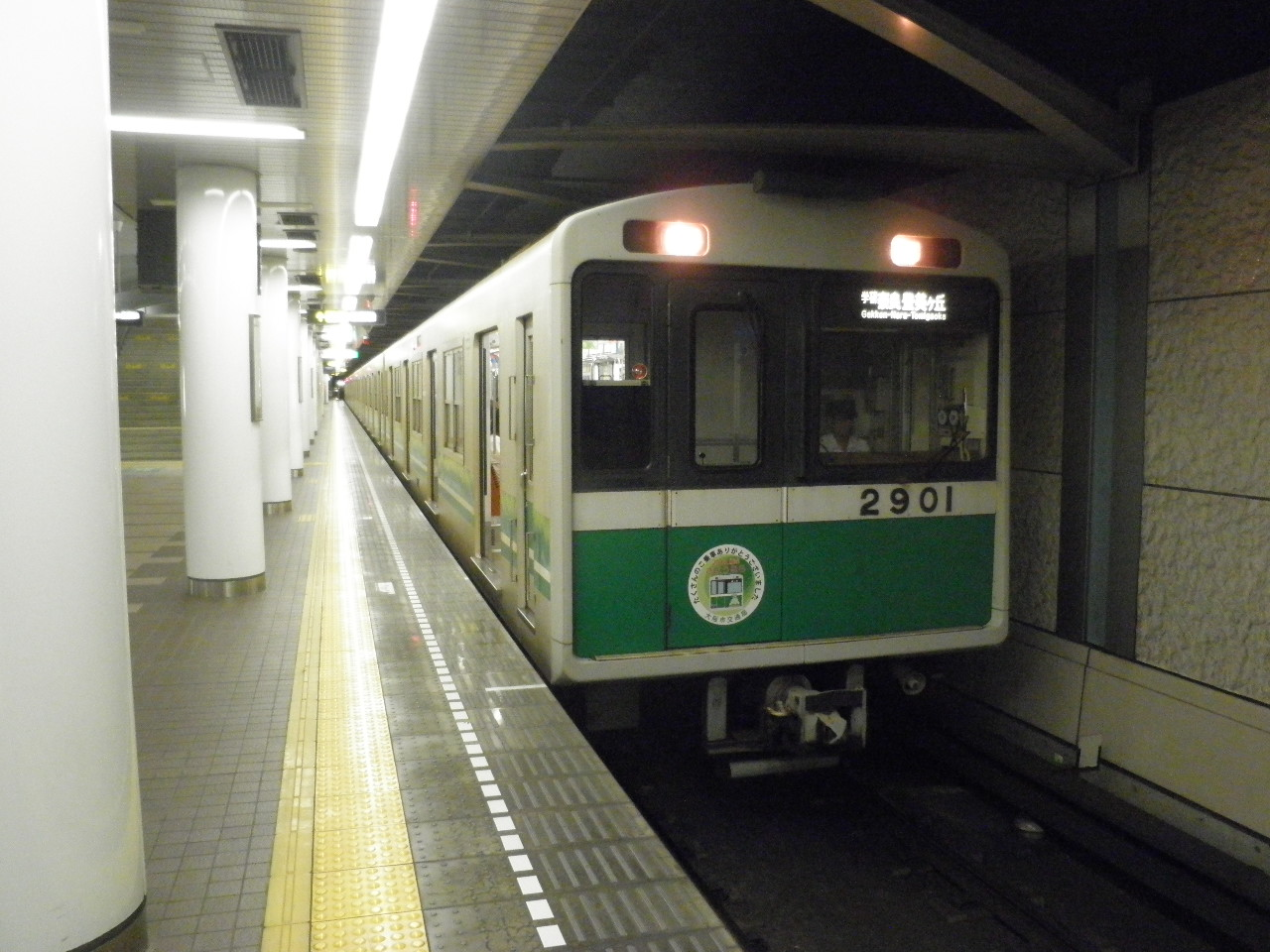
さよならヘッドマークを掲出した2601F

## 新20系（21 - 25系）

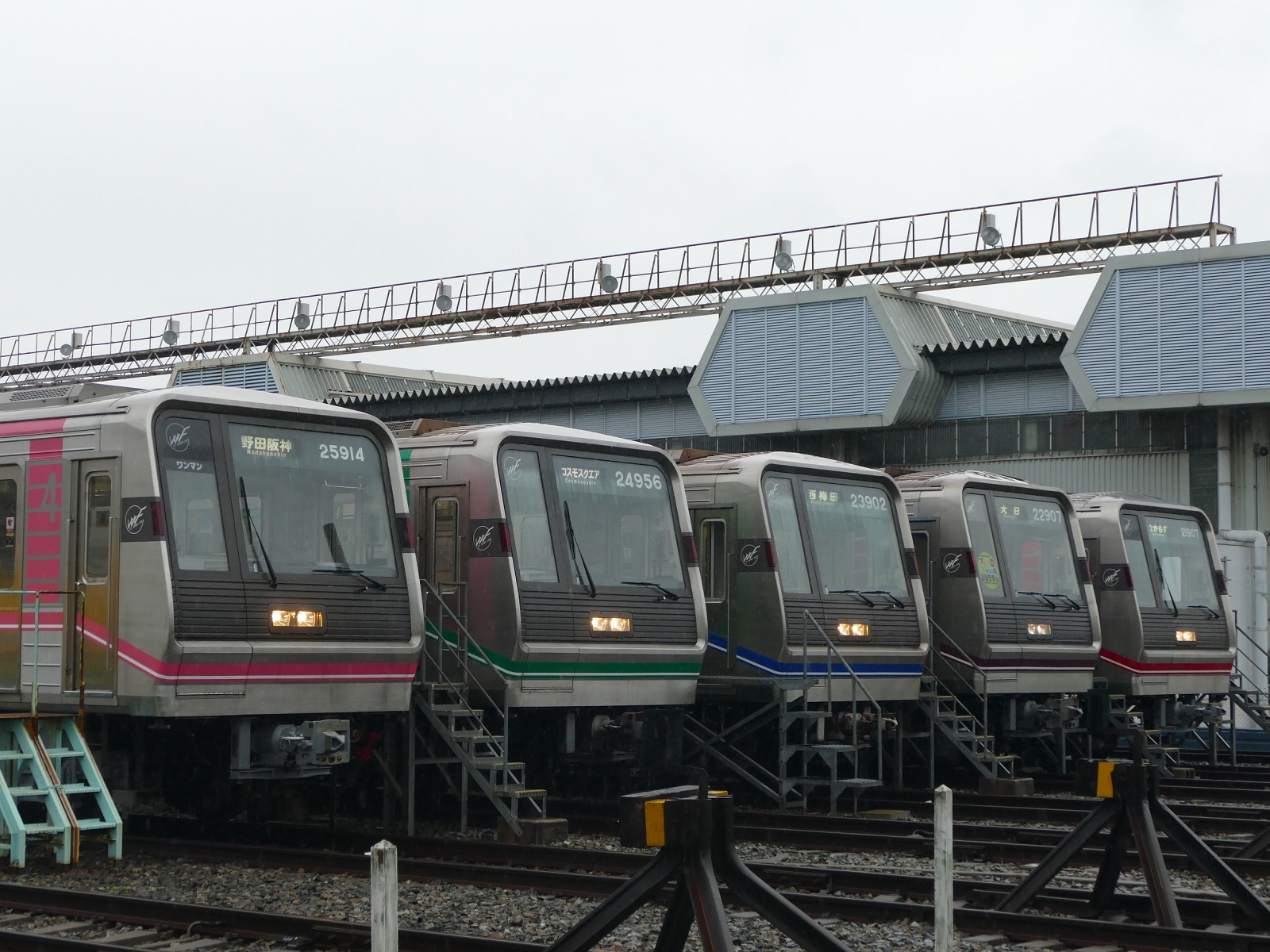
新20系（手前から25系、24系、23系、22系、21系）

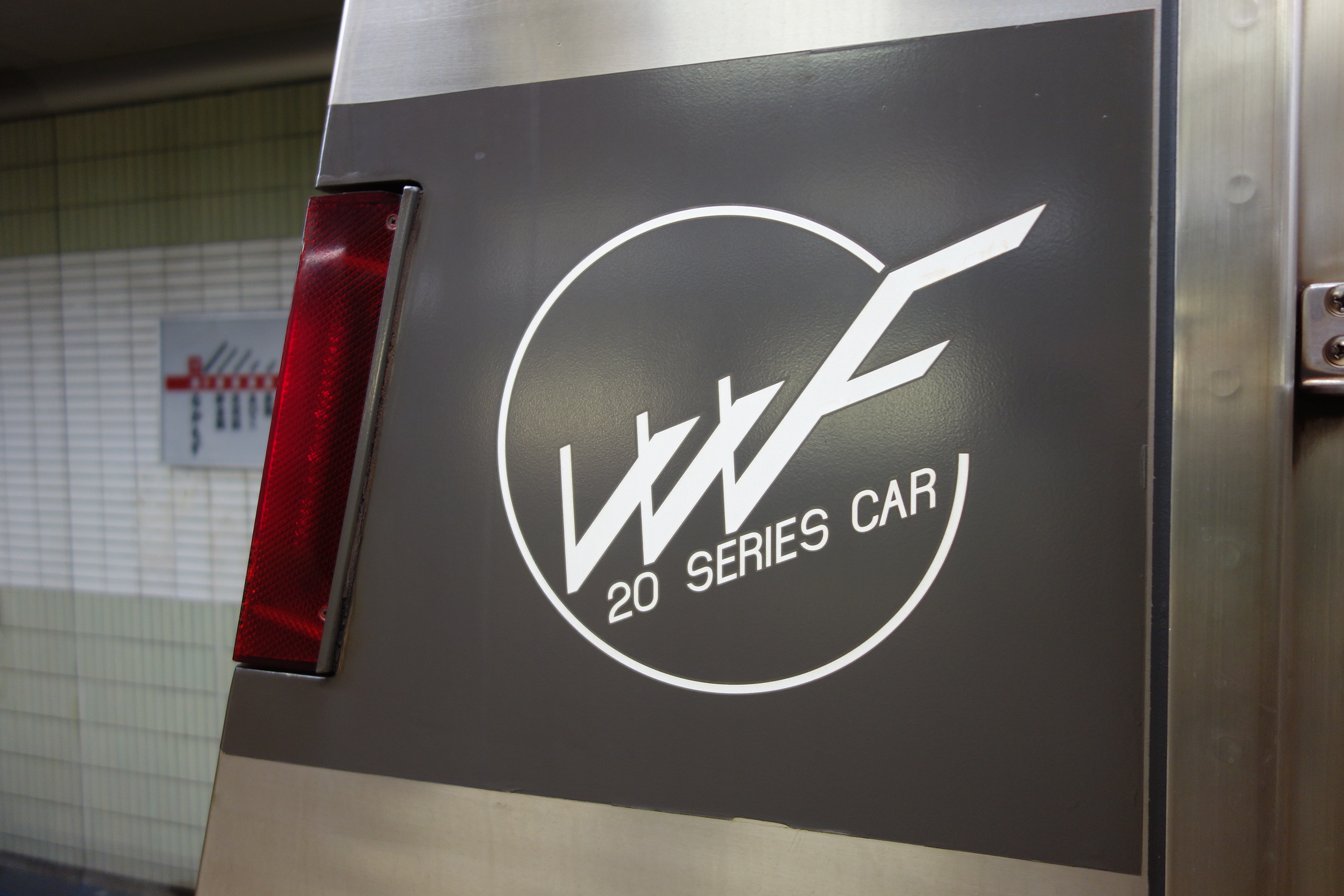
新20系 VVVFインバータロゴ

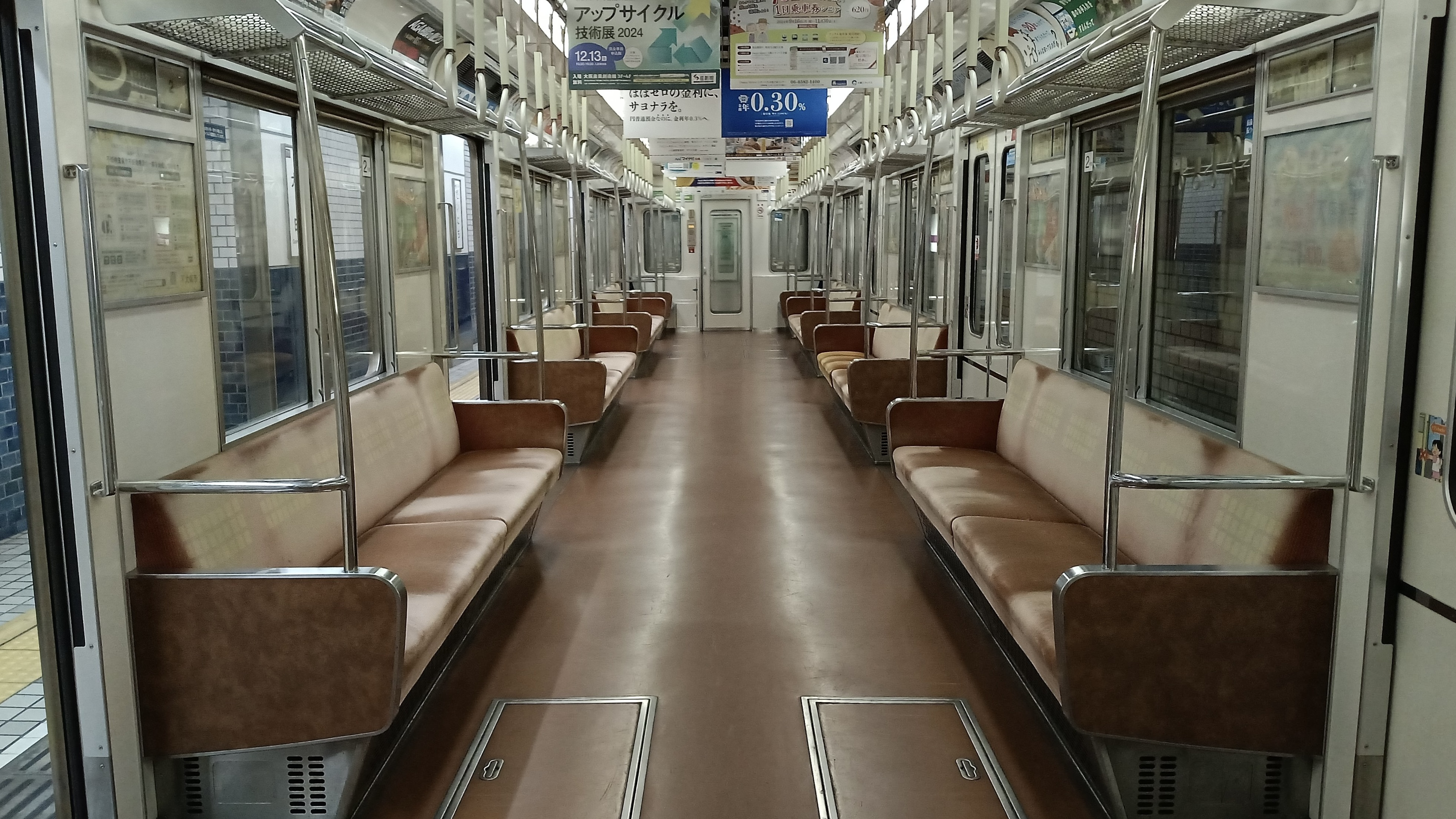
新20系（未更新車）の車内

新20系（しん20けい）は基本設計の共通する21系・22系・23系・24系・25系の各系列の慣用的な総称である。5系列合計で87編成560両が製造されたほか、2005年には大阪港トランスポートシステムOTS系（後述）2編成12両が新20系に編入され、2017年現在は合計89編成572両が在籍する。
国際花と緑の博覧会が開催された1990年に登場し、最初に導入された谷町線用22系と四つ橋線用23系の第1編成は、ともに1990年4月に入籍し、同年中に順次営業運転に入った。
非冷房車である30系と50系の老朽取り替えを目的として1990年から1998年にかけて製造され、それぞれ1号線（御堂筋線）、2号線（谷町線）、3号線（四つ橋線）、4号線（中央線）、5号線（千日前線）に配置された。製造メーカーは日本車輌製造（21・23・24系）・川崎重工業（21・22・23系）・日立製作所（22・23・24系）・東急車輛製造（21・22・24・25系）・近畿車輛（21・22・25系）・アルナ工機（22・24・25系）の各社である。
なお、架空電車線方式の6号線（堺筋線）向けには、同じくステンレス車体、VVVFインバータ制御の66系が、川崎重工業・近畿車輛にて製造されている。
この新20系では車両番号が5桁となった。万の位の「2」は20系を表し、千の位は投入線区の路線番号、百の位は車両の形式、十と一の位は編成番号である。ただし、法規上の正式な形式称号は千の位の投入線区路線番号が省略された4桁となっており、いずれも20系の対応する形式と同一である（例、2X600=2600形）。

### 共通事項

#### 車体
30系以来のステンレス車体が採用された。30系ではいわゆるセミステンレス車体であったが、本系列では当時最新の有限要素法によってコンピュータ上で強度計算を行って設計された、高抗張力ステンレス鋼を全面的に用いる軽量構造ステンレス車体に変更され、在来のアルミ車に匹敵するスペックをより低廉な製造コストで実現している。車体側面には外板のひずみを目立たなくするため、プレス加工によるビードが入れられた。
あわせて、エクステリアデザインが一新され、側窓にはバランサ内蔵の1段下降窓を採用して、すっきりしたイメージとしたほか、先頭車正面は緩やかな曲面を描く「く」の字状の流線型とし、いわゆる「額縁」内部をダークグレーでまとめ、前照灯2灯を前面下部中央に配し、FRP製外縁にLED標識灯を組み込んだ斬新なデザインとなり、視認性向上を図るとともに、冷房付き新型車両の一斉投入を市民に強く印象付けた。
さらにサービス向上のため、室内灯が増設され、50系以来久々となるグローブが取り付けられたほか、座席へのコイルばねによるクッションの追加、区分柄入りモケットの採用および袖仕切りの設置、車体側面への行先表示器の設置（後に他系列の更新車にも設置）、非常通報装置の乗務員と通話可能なタイプへの変更などの改良が行われている。1996年製造車より、乗降扉上部に車内案内表示装置およびドア開閉チャイムが設置されるようになり、従来車にも追設された。
なお、保守に影響しない部分の設計や工法はある程度メーカー各社の裁量に任されており、近車と東急製は側構体と台枠の結合部がインダイレクトスポット溶接されているが、他社製は栓溶接のうえカバーが被せられているといった相違がある。

#### 主要機器
新20系ではGTOサイリスタの容量増大を受けて1台の制御器で4基の主電動機を制御する1C4M制御が実現しており、それぞれ東芝SVF-001-A0・-A1、日立VF-HR-129、三菱MAP-144-75V26に変更された。制御器が各メーカーでの競作となった20系に対し、新20系では日立製作所の主導の下、OEM方式で制御器の設計を3社で共通化したため、メーカーによる励磁音の違いはほとんどない。
主電動機は20系と互換性を持つが、東芝SEA-309B、日立HS-34529-04RB・-05RB、三菱MB-5012-A3・-A4に形式が変更された。
台車・集電装置は20系のものを踏襲した。ただし、新たに設定された4両編成では電動車が2両ともMb車であるため制御車2両が共に全台車集電装置付きとされ、9・10両編成には制御車2両が共に集電装置非装着となる一方でペアとなるMb車を持たないMa車（2400形）のために隣接する付随車（2700形）のMa車寄り台車に、それぞれ集電装置が設置されている。

### 21系（御堂筋線）
御堂筋線用の車両は21系と称する。1991年から1998年にかけて10両編成18本（180両）が日本車輌製造・東急車輛製造・近畿車輛（2500形を除く）・川崎重工業（2500形増結中間車のみ）の4社で製造された。
各編成の詳細は以下のとおりである。
| 編成番号 | 竣工年月      | メーカー     | 竣工時 の両数 | 更新竣工      | 仕様  | 廃車 | 備考 |
| -------- | ------------- | ------------ | ------------- | ------------- | ----- | ---- | ---- |
| 21601F   | 1991年4月9日  | 日本車輌製造 | 9両           | 2014年11月4日 | 1次車 |      |      |
| 21602F   | 1991年4月24日 | 日本車輌製造 | 9両           | 2015年9月29日 | 1次車 |      |      |
| 21603F   | 1991年5月21日 | 日本車輌製造 | 9両           | 2015年3月6日  | 1次車 |      |      |
| 21604F   | 1991年6月5日  | 東急車輛製造 | 9両           | 2016年3月16日 | 1次車 |      |      |
| 21605F   | 1991年7月9日  | 東急車輛製造 | 9両           | 2014年7月15日 | 1次車 |      |      |
| 21606F   | 1992年4月20日 | 日本車輌製造 | 9両           | 2016年9月15日 | 2次車 |      |      |
| 21607F   | 1992年5月20日 | 日本車輌製造 | 9両           | 2013年1月30日 | 2次車 |      |      |
| 21608F   | 1992年6月24日 | 東急車輛製造 | 9両           | 2015年6月25日 | 2次車 |      |      |
| 21609F   | 1992年7月9日  | 東急車輛製造 | 9両           | 2017年3月17日 | 2次車 |      |      |
| 21610F   | 1993年4月7日  | 近畿車輛     | 9両           | 2018年4月10日 | 3次車 |      |      |
| 21611F   | 1993年4月23日 | 近畿車輛     | 9両           | 2017年9月14日 | 3次車 |      |      |
| 21612F   | 1994年2月15日 | 日本車輛製造 | 9両           | 2018年10月3日 | 3次車 |      |      |
| 21613F   | 1994年3月7日  | 日本車輛製造 | 9両           | 2019年4月8日  | 3次車 |      |      |
| 21614F   | 1995年9月25日 | 日本車輛製造 | 10両          | 2020年3月31日 | 4次車 |      |      |
| 21615F   | 1995年11月7日 | 日本車輛製造 | 10両          | 2019年9月18日 | 4次車 |      |      |
| 21616F   | 1996年4月8日  | 東急車輛製造 | 10両          | 2021年3月19日 | 5次車 |      |      |
| 21617F   | 1996年5月23日 | 東急車輛製造 | 10両          | 2020年9月24日 | 5次車 |      |      |
| 21618F   | 1998年3月30日 | 日本車輌製造 | 10両          | 2021年9月29日 | 6次車 |      |      |

| 車両番号                    | 竣工年月  | メーカー     |
| --------------------------- | --------- | ------------ |
| 21501，21510                | 1996年1月 | 川崎重工業   |
| 21502 - 21504, 21511        | 1996年2月 | 川崎重工業   |
| 21505 - 21507               | 1996年2月 | 日本車輌製造 |
| 21508，21509, 21512 - 21513 | 1996年3月 | 日本車輌製造 |

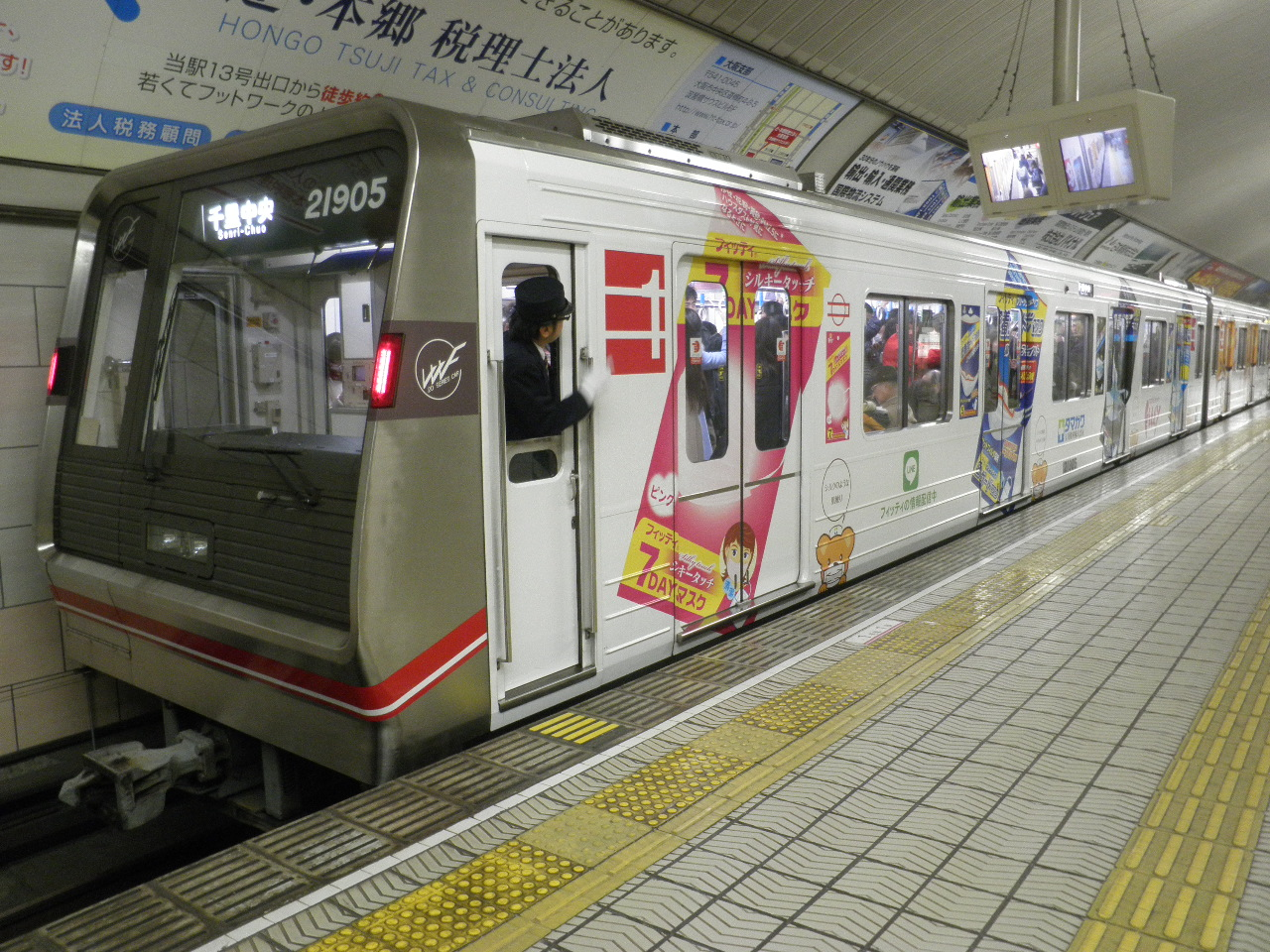
玉川衛材「フィッティ」のラッピング車（21605F）

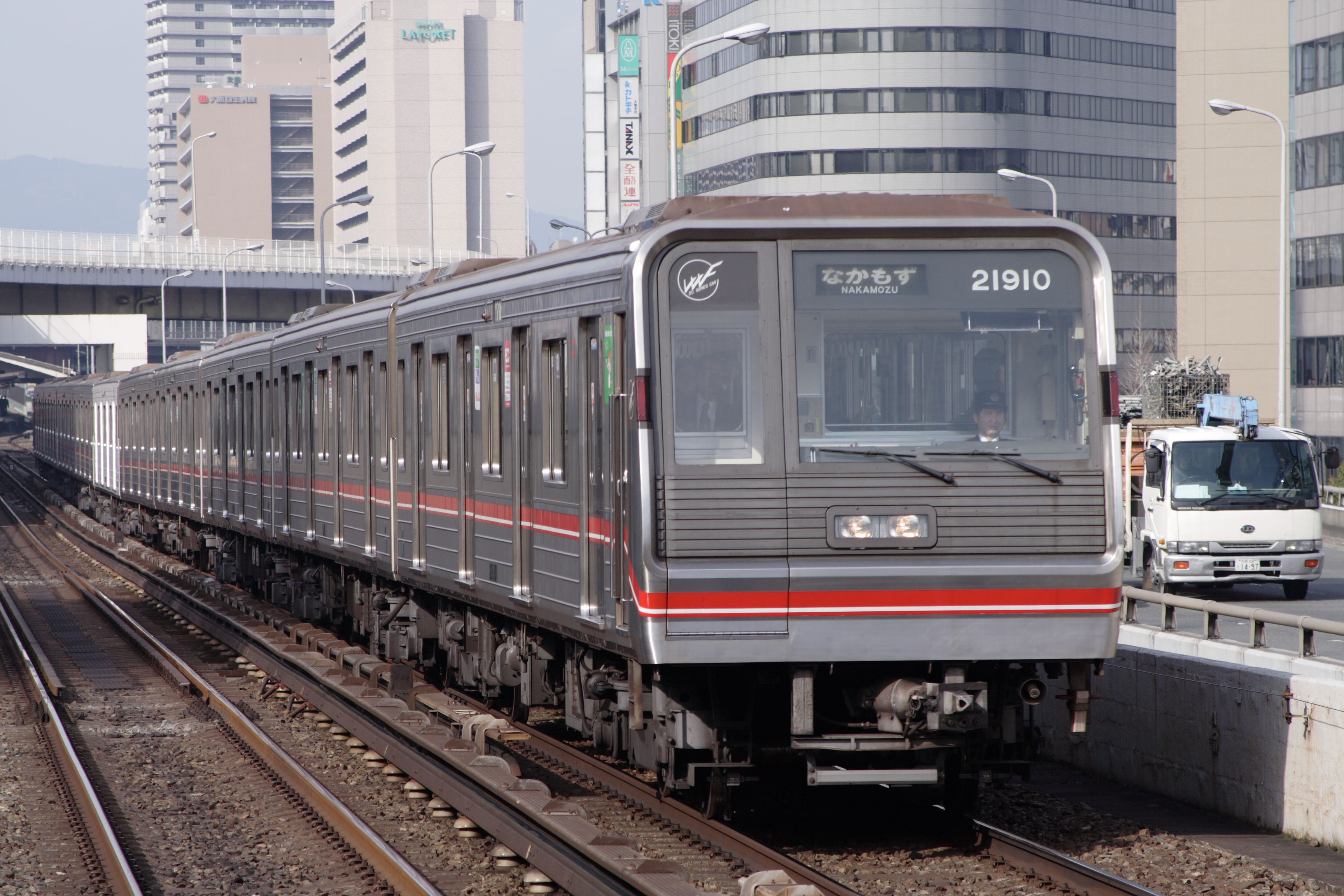
未更新車

この21系は10両編成での運行への対応のため、ブレーキ性能の確保を図って編成中央部の2700形に空気圧縮機が追加搭載され、さらに高密度運転線区への投入のため起動加速度が他の新20系各系列の2.5 km/h/sに対して3.0 km/h/sとされるなど、同時期製造の他線区向け新20系各系列とは一部仕様が異なる。
上掲表のように1991年から1994年にかけて製造された第1編成から第13編成は9両編成で落成し、1995年12月9日より10両編成の運転開始に伴い、付随車である2500形21501 - 21513が川崎重工業・日本車輌製造で新造され、それぞれの編成に組み込まれた。
1994年3月製の21613Fのうち、1号車（21913）1番ドア山側のドアは内側の帯状の金具のない複層ガラスドアの試験ドアである。ドア取っ手位置は変わっていない。
残りの5本は10両編成で落成した。なお、第14・15編成に組み込まれている2500形（21514・21515）は、当初は2800形（21864・21865）という扱いになっていたが1995年12月に2両とも2500形に改められた。この2本は10両編成で落成していたが、落成してから1995年12月8日までは前述の21864・21865が外された9両編成で営業運用されていた。これ以降に製造された車両のドアは、複層ガラスドアで内側の帯状の金具がなくなり、ドア取っ手の位置も下部に変更されている。
その後、1998年より開始された10系のリニューアル工事に伴う運用可能編成数の不足を補うため、第18編成10両が日本車輌製造で追加製造されている。また、同年12月より第12編成が連結面の転落防止幌の試験のために用いられ、その結果2000年より本格的に採用されることになり、全編成に設置されている。
1996年に製造された第16編成から、各扉の上部にLED式の車内案内表示器が設置された。その後1997年から2003年にかけて残りの15本に対して設置工事が施工されたが、第16・17編成が全ての扉の上部に設置されたのに対して千鳥（交互）配置とされ、1998年製造の第18編成でも千鳥配置となっている。
2012年より、第7編成を皮切りに中間更新が行われ、2021年の第18編成の更新工事をもって21系はすべての車両が更新を完了した。改造内容は後述のリニューアルの欄を参照。
2022年より、御堂筋線及び直通先の北大阪急行電鉄南北線の全駅に可動式ホーム柵の設置が完了したことから連結面の転落防止幌の撤去が進められているが、先頭車と次号車間の幌は撤去されていない編成が多い。
平日ダイヤの全列車で女性専用車となる6号車が、車体広告のラッピング車両とされている編成もある。
Osaka Metroによると、2026年以降に低床化による段差解消を目的として新型車両へ置き換える予定としている。

### 22系（谷町線）

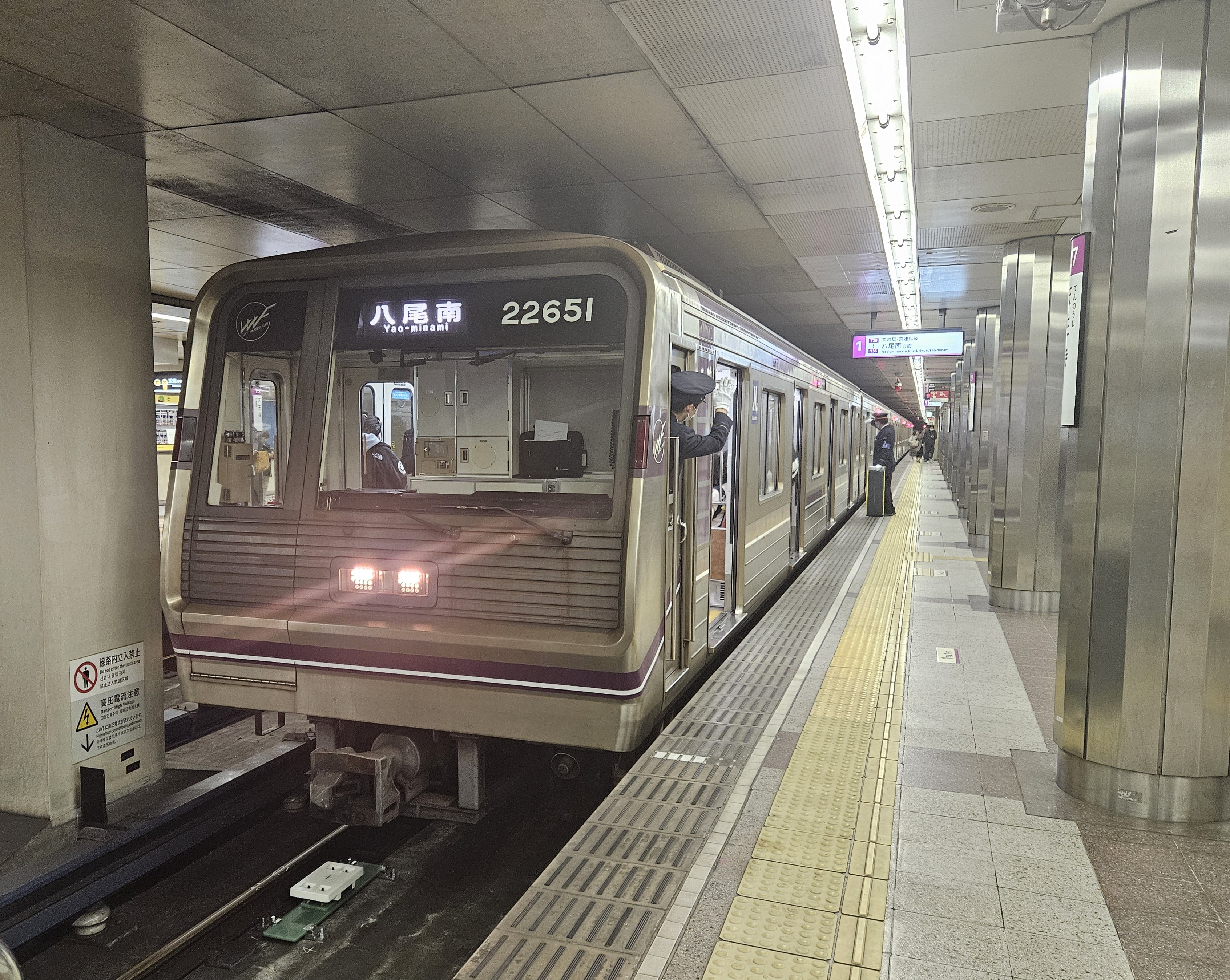
2023年に転入した元24系の22651F

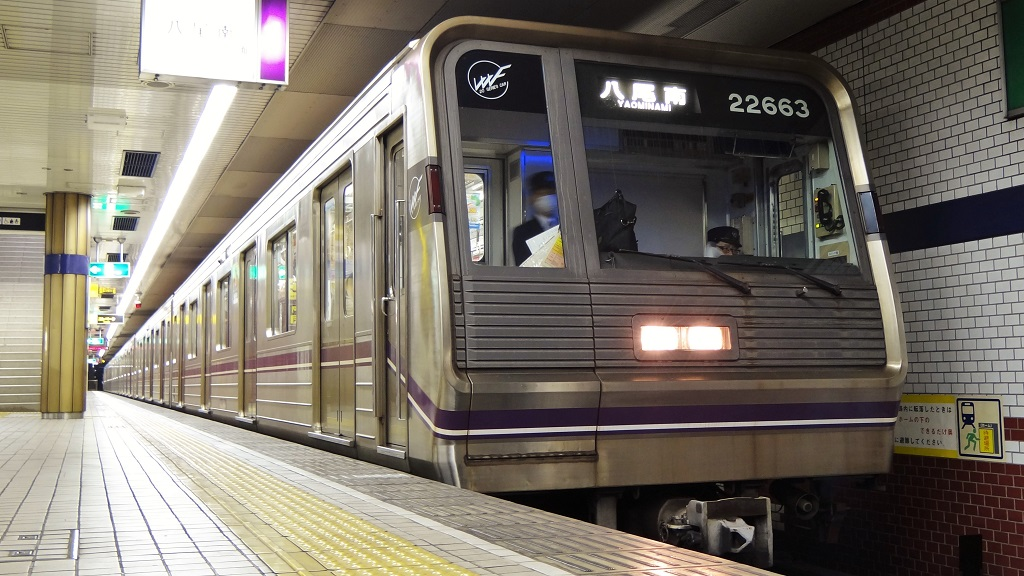
元OTS系の22663F

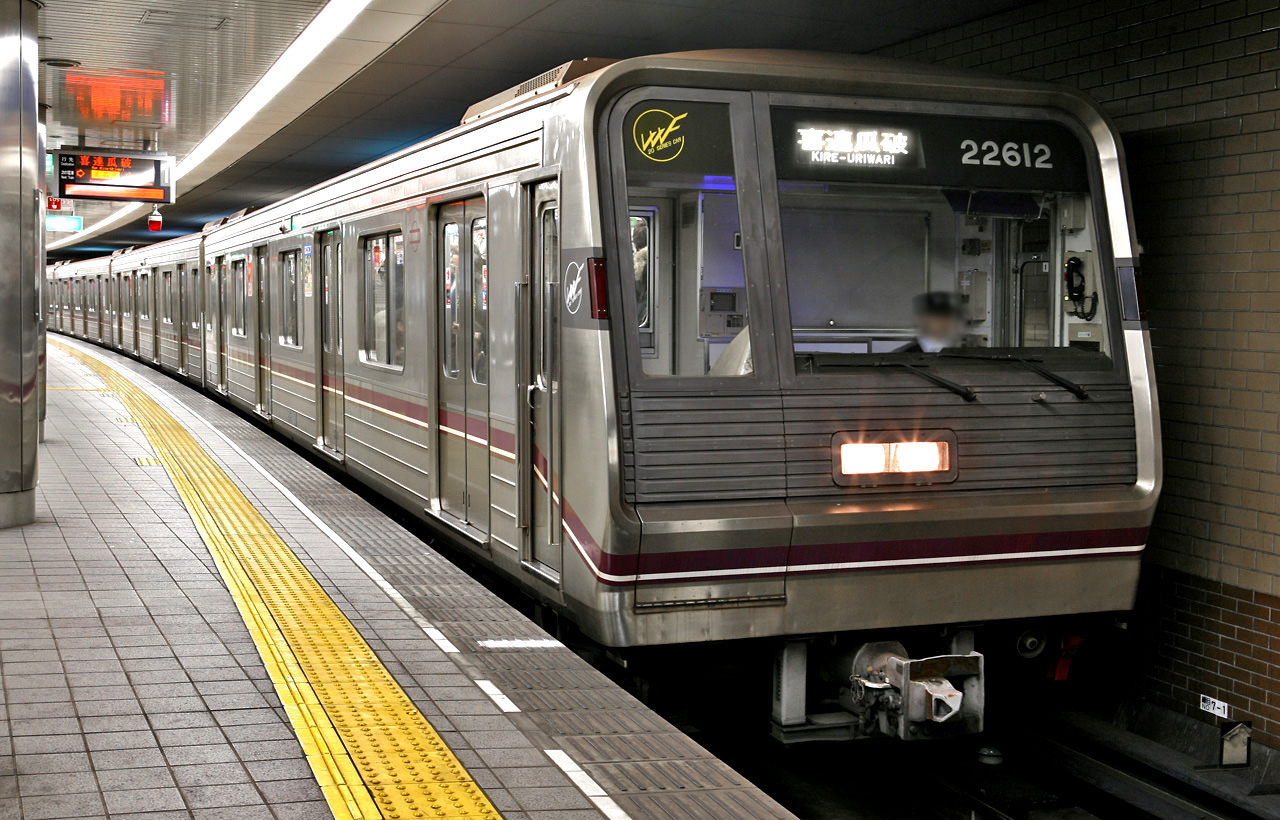
未更新車

谷町線用の車両は22系と称する。1990年から1996年にかけて6両編成19本（114両）が近畿車輛・東急車輛製造・アルナ工機・日立製作所・川崎重工業の5社で製造された。1990年に製造された第1編成から第7編成までの42両は四つ橋線用23系の第1編成から第7編成までの35両とともに初期車の部類に入り、前面の車両番号表示が他の車両に比べて大きい（20系の前面車番表示と同じ大きさ）。
各編成の詳細は下表のとおりで、全編成が6両編成で竣工している。
1997年から2004年にかけて、全編成の乗降扉室内側上部にLED式の車内案内表示器が千鳥配置で設置された。この表示器は、御堂筋線（21系）・四つ橋線（23系）・千日前線（25系）と、谷町線（20系・22系）・中央線（20系・24系）とで、表示されるフォントやそのフォーマットが若干異なっている。
2006年3月の近鉄けいはんな線への直通運転に備えて、2004年より谷町線用20系と中央線24系のトレードが行われ、元OTS系（後述）を含む24系9編成54両が22系に編入され、50番台に区分された。この転属に際して、谷町線では不要となる抑速ブレーキの無効化が八尾車庫で施工された。また、2008年より、24系時代には設置されなかったLED式車内案内表示器が順次設置されている。
2018年には、第6編成がリフレッシュ改造と同時に23系23656Fとなって四つ橋線に転出、2023年2月1日付で24系第1編成が22系第51編成に改番の上転入している。続けて2023年4月11日付で第52編成が、2023年11月18日付で第53編成が、2024年3月1日付で第54編成が、それぞれ中央線から転入している。
2011年より、第3編成を皮切りに中間更新が行われている。改造内容は後述のリニューアルの欄を参照。ただし、一部の車両は中間更新を行わずに廃車となっている。詳細は後述。
車両番号および編成番号の変遷は下表のとおりである。なお、※印をつけた編成は後に23系に編入された。
| 編成番号                        | 竣工年月         | メーカー         | 更新竣工         | 仕様             | 廃車             | 備考                            |
| ------------------------------- | ---------------- | ---------------- | ---------------- | ---------------- | ---------------- | ------------------------------- |
| 22601F                          | 1990年4月25日    | 近畿車輛         | 2015年7月2日     | 1次車            |                  | 前面車番文字サイズ大            |
| 22602F                          | 1990年5月28日    | 近畿車輛         | 2016年3月22日    | 1次車            |                  | 前面車番文字サイズ大            |
| 22603F                          | 1990年6月14日    | 近畿車輛         | 2011年8月31日    | 1次車            |                  | 前面車番文字サイズ大            |
| 22604F                          | 1990年6月20日    | 近畿車輛         | 2013年12月4日    | 1次車            |                  | 前面車番文字サイズ大            |
| 22605F                          | 1990年5月25日    | 東急車輛製造     | 2017年2月8日     | 1次車            |                  | 前面車番文字サイズ大            |
| 22606F                          | 1990年6月8日     | 東急車輛製造     | 2018年1月17日    | 1次車            |                  | 前面車番文字サイズ大 ※現 23656F |
| 22607F                          | 1990年6月21日    | 東急車輛製造     | 2012年7月23日    | 1次車            |                  | 前面車番文字サイズ大            |
| 22608F                          | 1991年6月17日    | アルナ工機       | 2021年4月23日    | 2次車            |                  |                                 |
| 22609F                          | 1991年6月25日    | アルナ工機       | 2021年12月29日   | 2次車            |                  |                                 |
| 22610F                          | 1992年6月16日    | アルナ工機       | 2022年5月9日     | 3次車            |                  |                                 |
| 22611F                          | 1993年6月16日    | アルナ工機       | 2022年9月13日    | 4次車            |                  |                                 |
| 22612F                          | 1994年2月24日    | 日立製作所       |                  | 4次車            |                  |                                 |
| 22613F                          | 1994年5月10日    | 日立製作所       |                  | 5次車            |                  |                                 |
| 22614F                          | 1994年5月16日    | 日立製作所       |                  | 5次車            |                  |                                 |
| 22615F                          | 1995年4月3日     | 川崎重工業       |                  | 6次車            | 2024年1月19日    | 警笛異音車                      |
| 22616F                          | 1995年6月7日     | 川崎重工業       |                  | 6次車            |                  |                                 |
| 22617F                          | 1995年6月23日    | 川崎重工業       |                  | 6次車            |                  |                                 |
| 22618F                          | 1996年4月24日    | 川崎重工業       |                  | 第7期            |                  |                                 |
| 22619F                          | 1996年8月6日     | 川崎重工業       |                  | 第7期            |                  |                                 |
| 転入車                          |                  |                  |                  |                  |                  |                                 |
| 編成番号                        | 転入前の編成番号 | 転入前の編成番号 | 転入前の編成番号 | 転入前の編成番号 | 転入前の編成番号 | 転入前の編成番号                |
| 谷町線用20系とのトレードで転入  |                  |                  |                  |                  |                  |                                 |
| 22655F                          | 24605F           | 24605F           | 24605F           | 24605F           | 24605F           | 24605F                          |
| 22656F                          | 24606F           | 24606F           | 24606F           | 24606F           | 24606F           | 24606F                          |
| 22657F                          | 24607F           | 24607F           | 24607F           | 24607F           | 24607F           | 24607F                          |
| 22658F                          | 24608F           | 24608F           | 24608F           | 24608F           | 24608F           | 24608F                          |
| 22659F                          | 24609F           | 24609F           | 24609F           | 24609F           | 24609F           | 24609F                          |
| 22660F                          | 24610F           | 24610F           | 24610F           | 24610F           | 24610F           | 24610F                          |
| 22661F                          | 24611F           | 24611F           | 24611F           | 24611F           | 24611F           | 24611F                          |
| 22662F                          | 651F             | 651F             | 651F             | 651F             | 651F             | 651F                            |
| 22663F                          | 652F             | 652F             | 652F             | 652F             | 652F             | 652F                            |
| 30000A系・400系の投入による転入 |                  |                  |                  |                  |                  |                                 |
| 22651F                          | 24601F           | 24601F           | 24601F           | 24601F           | 24601F           | 24601F                          |
| 22652F                          | 24602F           | 24602F           | 24602F           | 24602F           | 24602F           | 24602F                          |
| 22653F                          | 24603F           | 24603F           | 24603F           | 24603F           | 24603F           | 24603F                          |
| 22654F                          | 24604F           | 24604F           | 24604F           | 24604F           | 24604F           | 24604F                          |

### 23系（四つ橋線）

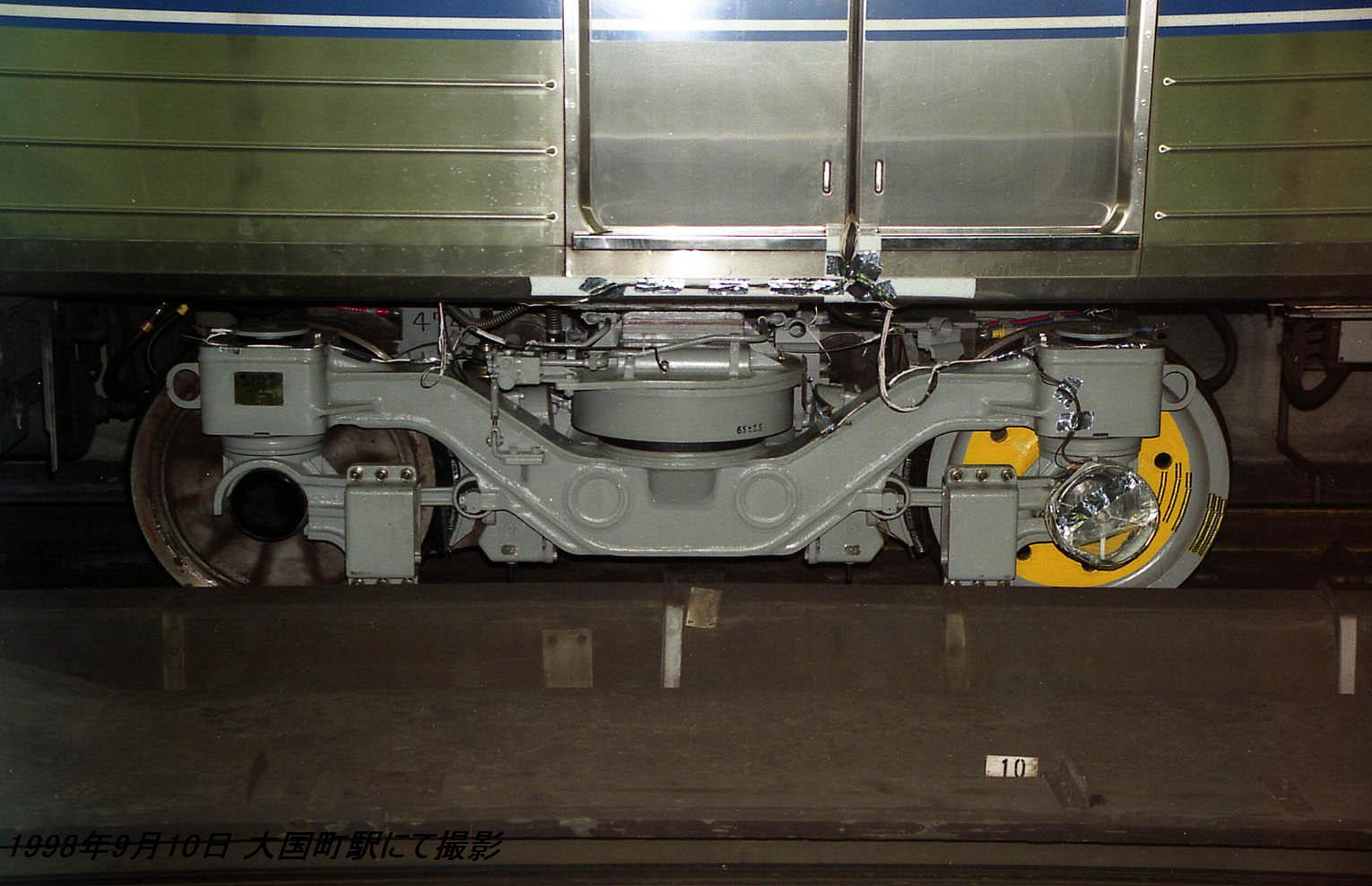
試験中のFS560試作台車

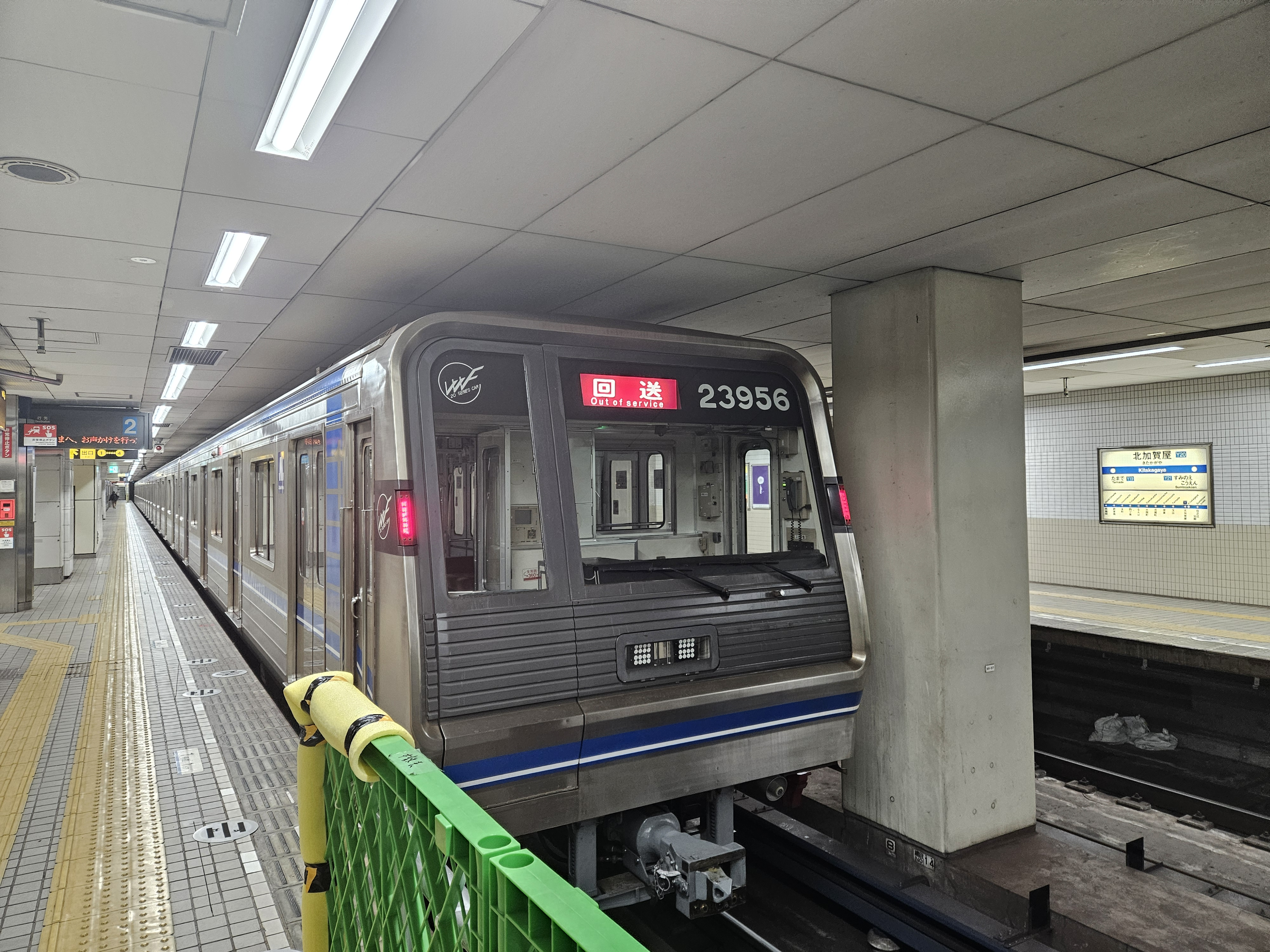
元22系の23656F

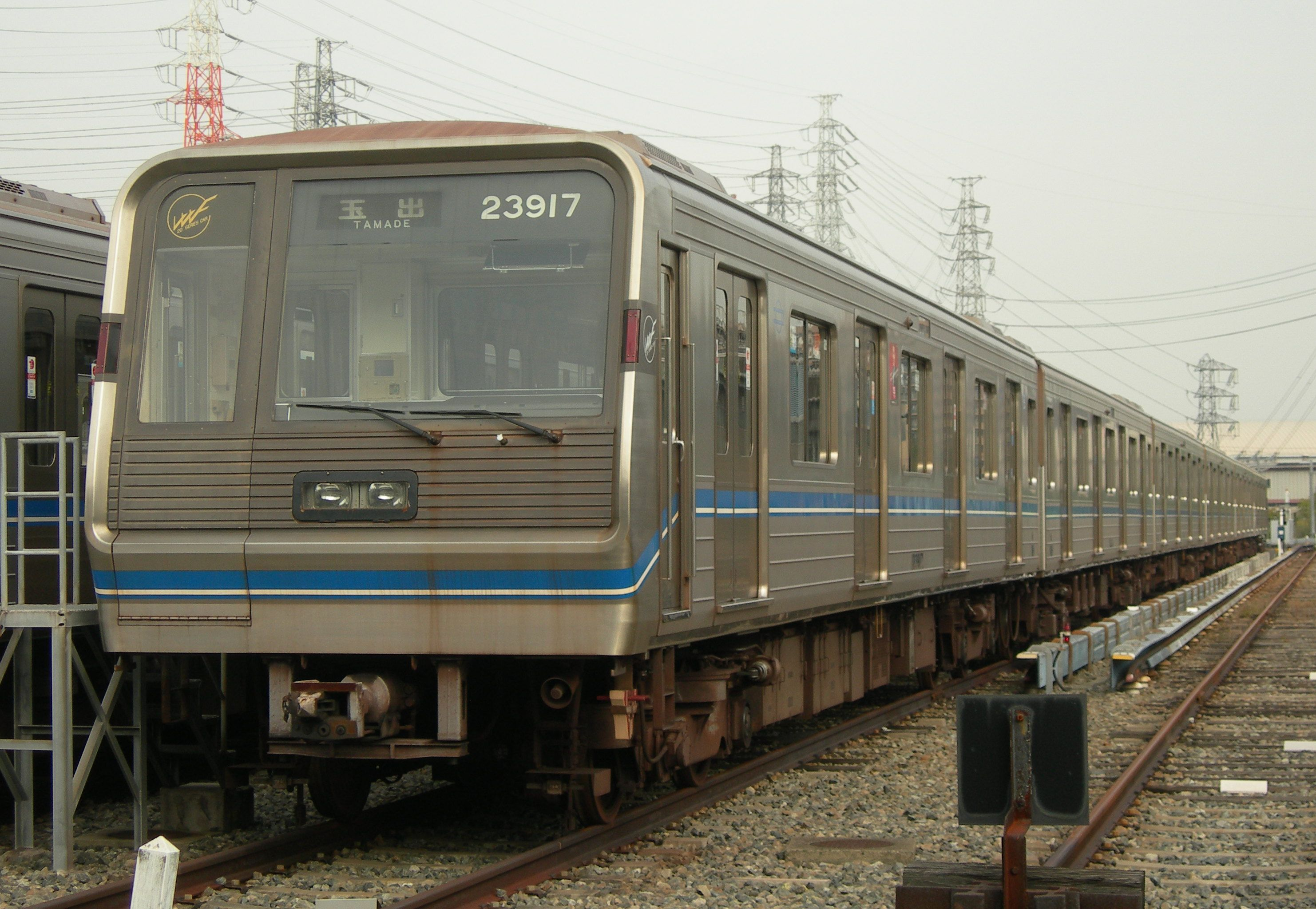
未更新車

四つ橋線用の車両は23系と称する。1990年から1996年にかけて5両編成18本（90両）と6両編成4本（24両）の計114両が日立製作所・川崎重工業・日本車輌製造の3社で製造された。また、四つ橋線の列車の6両編成化に伴い、1996年から1997年にかけて簡易運転台付きの付随車である2800形23801 - 23818が川崎重工業にて製造され、5両編成で製造された第1編成から第18編成に組み込まれた。なお、組み込みの際に2300形の簡易運転台が撤去されている。1996年には、23619F - 23622Fの導入により、新30系ステンレス車冷房化改造車を谷町線に転出・集約させている。
22系の節で前述したとおり、第1編成から第7編成は先頭車前面の車両番号が大きい。これは元22系の23656Fも同様である。なお、23613Fには一時期試作台車が装着されていた。
23系は1997年3月31日の6両編成化完了以降、2014年春までは6両編成22本（132両）が在籍していたが、2013年3月のダイヤ改正で朝ラッシュ時の列車減便によって余剰となっていた第6編成が更新工事も兼ねて中央線へ転出し、24系第56編成となった。その後、22系の節で前述のとおり、2018年に22系第6編成がリフレッシュ改造の際に23系第56編成となって四つ橋線に転入、24系第56編成も23系06編成に復帰のうえで2022年12月24日付で再転入している。
各編成の詳細は以下のとおりである。
| 編成番号 | 竣工年月         | メーカー         | 竣工時 の両数    | 更新竣工         | 仕様             | 廃車             | 備考                 |
| -------- | ---------------- | ---------------- | ---------------- | ---------------- | ---------------- | ---------------- | -------------------- |
| 23601F   | 1990年4月25日    | 日立製作所       | 5両              | 2012年5月11日    | 1次車            |                  | 前面車番文字サイズ大 |
| 23602F   | 1990年5月21日    | 日立製作所       | 5両              | 2014年3月25日    | 1次車            |                  | 前面車番文字サイズ大 |
| 23603F   | 1990年5月22日    | 日立製作所       | 5両              | 2017年8月22日    | 1次車            |                  | 前面車番文字サイズ大 |
| 23604F   | 1990年6月6日     | 日立製作所       | 5両              | 2013年11月18日   | 1次車            |                  | 前面車番文字サイズ大 |
| 23605F   | 1990年6月14日    | 川崎重工業       | 5両              | 2021年6月24日    | 1次車            |                  | 前面車番文字サイズ大 |
| 23606F   | 1990年6月26日    | 川崎重工業       | 5両              | 2014年10月2日    | 1次車            |                  | 前面車番文字サイズ大 |
| 23607F   | 1990年6月27日    | 川崎重工業       | 5両              | 2018年7月19日    | 1次車            |                  | 前面車番文字サイズ大 |
| 23608F   | 1991年6月20日    | 日立製作所       | 5両              | 2018年11月14日   | 2次車            |                  |                      |
| 23609F   | 1991年6月21日    | 日立製作所       | 5両              | 2019年3月8日     | 2次車            |                  |                      |
| 23610F   | 1992年6月5日     | 日立製作所       | 5両              | 2022年3月2日     | 3次車            |                  |                      |
| 23611F   | 1993年5月26日    | 日立製作所       | 5両              | 2022年6月27日    | 4次車            |                  |                      |
| 23612F   | 1993年5月25日    | 日立製作所       | 5両              | 2022年10月25日   | 4次車            |                  |                      |
| 23613F   | 1993年6月16日    | 日立製作所       | 5両              | 2023年6月8日     | 4次車            |                  |                      |
| 23614F   | 1994年4月20日    | 日本車輌製造     | 5両              | 2023年10月27日   | 5次車            |                  |                      |
| 23615F   | 1995年4月3日     | 日本車輌製造     | 5両              | 2024年3月6日     | 6次車            |                  |                      |
| 23616F   | 1995年4月4日     | 日本車輌製造     | 5両              |                  | 6次車            |                  |                      |
| 23617F   | 1995年4月7日     | 日本車輌製造     | 5両              |                  | 6次車            |                  |                      |
| 23618F   | 1995年4月10日    | 日本車輌製造     | 5両              |                  | 6次車            |                  |                      |
| 23619F   | 1996年8月29日    | 日立製作所       | 6両              |                  | 7次車            |                  |                      |
| 23620F   | 1996年9月20日    | 日立製作所       | 6両              |                  | 7次車            |                  |                      |
| 23621F   | 1996年10月4日    | 日立製作所       | 6両              |                  | 7次車            |                  |                      |
| 23622F   | 1996年10月24日   | 日立製作所       | 6両              |                  | 7次車            |                  |                      |
| 転入車   |                  |                  |                  |                  |                  |                  |                      |
| 編成番号 | 転入前の編成番号 | 転入前の編成番号 | 転入前の編成番号 | 転入前の編成番号 | 転入前の編成番号 | 転入前の編成番号 | 転入前の編成番号     |
| 23656F   | 22606F           | 22606F           | 22606F           | 22606F           | 22606F           | 22606F           | 22606F               |

| 車両番号             | 竣工年月   | メーカー   |
| -------------------- | ---------- | ---------- |
| 23801，23802，23808  | 1996年11月 | 川崎重工業 |
| 23803 - 23806        | 1996年12月 | 川崎重工業 |
| 23807, 23810         | 1997年1月  | 川崎重工業 |
| 23809, 23811 - 23813 | 1997年2月  | 川崎重工業 |
| 23814 - 23818        | 1997年3月  | 川崎重工業 |

23系には、住之江競艇開催時の住之江公園駅での混雑時の乗降分離のために1号車（2900形）と2号車（2200形）の片側4か所の乗降扉のうち2か所のみを開閉（ドアカット）する機能があるが、ドアカットは中止している。谷町線より転入した23656Fへのドアカット機能追加は実施されていない。
本系列の営業区間は全区間地下線のため、側窓のカーテンは省略（カーテンレールのみ装備）されている。なお、23656Fのカーテンは撤去されている。
23601F - 23609Fには、2000年8月から2004年にかけて車椅子スペース設置改造が行われた。最初に改造された編成は23608F 、最後は23606Fであった。また、2000年から2002年にかけて、全編成を対象に転落防止幌設置改造が行われた。
2006年には第11編成の乗降扉室内側上部に千鳥配置でLED式の車内案内表示器が設置され、2014年の第2編成の更新工事完了をもって全編成に車内案内表示器が設置された。
2012年に第1編成がリフレッシュ更新工事を受け、営業運転を開始した。号車番号ステッカーを車体側面に貼付したほか、車内ではLED式車内案内表示器と千鳥配置で路線案内表示器の取り付け（第1・2・4編成）やロングシート中間部へのスタンションポールの設置、運転台ではモニターの設置と速度計などの更新（アナログ化）などが行われている。
2022年6月現在、第1・4・2・3・7・8・9・5・10・11・12編成（施工順）、また谷町線より転入した第56編成でリフレッシュ工事が完了しており第3編成、第7編成、第56編成、第5編成、第10編成、第11編成は車内デザインが変更されている。2021年6月施工の第5編成を最後に、前面の車両番号の文字のサイズが大きい初期車のリニューアルが完了した。
Osaka Metroの第三軌条の車両の定期検査が四つ橋線の緑木検車場で行われているため、第三軌条の他線の車両が四つ橋線に入線することはあるが、23系が四つ橋線以外の路線を走ることはほとんどない。四つ橋線以外の路線を走行とした一例としては、2012年11月に第1編成が「おおさか市営交通フェスティバル2012」の一環として運行された臨時列車にて御堂筋線大国町―新金岡間を走行した実績がある。また第56編成の22系からの転属改造は中央線の森之宮検車場で実施されたため、試運転等では中央線を走行している。
前述のとおり、2014年に第6編成は大阪車輌工業で改造され、中央線に転属して24系に編入された。なお、2014年に四つ橋線と中央線との連絡線が本町駅構内に完成し、翌2015年より使用開始したためこの転属が大阪市営地下鉄においてトレーラー輸送を伴う最後の転属となった。

### 24系（中央線）
中央線用の車両は24系と称する。1991年から1995年にかけて6両編成11本（66両）が日本車輌製造・日立製作所・アルナ工機・東急車輛製造で製造された。
各編成の詳細は以下のとおりで、全編成が6両編成で竣工している。なお、24系として製造された各編成は後述するように谷町線に転属し、22系に編入された。
| 編成番号 | 竣工年月                       | メーカー                       | 更新竣工                       | 仕様                           | 廃車                           | 転出後の編成番号               |
| -------- | ------------------------------ | ------------------------------ | ------------------------------ | ------------------------------ | ------------------------------ | ------------------------------ |
| 24601F   | 1991年6月11日                  | 日本車輌製造                   | 2015年4月13日                  | 1次車                          |                                | 22651F                         |
| 24602F   | 1992年6月11日                  | 日立製作所                     | 2015年12月21日                 | 2次車                          |                                | 22652F                         |
| 24603F   | 1992年6月25日                  | 日立製作所                     | 2014年4月18日                  | 2次車                          |                                | 22653F                         |
| 24604F   | 1993年7月9日                   | 日本車輌製造                   | 2016年9月9日                   | 3次車                          |                                | 22654F                         |
| 24605F   | 1993年7月22日                  | 日本車輌製造                   |                                | 3次車                          | 2023年8月22日                  | 22655F                         |
| 24606F   | 1994年3月1日                   | アルナ工機                     |                                | 3次車                          |                                | 22656F                         |
| 24607F   | 1994年5月26日                  | アルナ工機                     |                                | 4次車                          |                                | 22657F                         |
| 24608F   | 1994年5月31日                  | 東急車輛製造                   |                                | 4次車                          |                                | 22658F                         |
| 24609F   | 1995年4月4日                   | 東急車輛製造                   |                                | 5次車                          |                                | 22659F                         |
| 24610F   | 1995年5月11日                  | 東急車輛製造                   |                                | 5次車                          |                                | 22660F                         |
| 24611F   | 1995年5月16日                  | 東急車輛製造                   |                                | 5次車                          |                                | 22661F                         |
| 転入車両 |                                |                                |                                |                                |                                |                                |
| 編成番号 | 転入前の編成番号等             | 転入前の編成番号等             | 転入前の編成番号等             | 転入前の編成番号等             | 転入前の編成番号等             | 転入前の編成番号等             |
| 651F     | 651F(谷町線への転出後は22662F) | 651F(谷町線への転出後は22662F) | 651F(谷町線への転出後は22662F) | 651F(谷町線への転出後は22662F) | 651F(谷町線への転出後は22662F) | 651F(谷町線への転出後は22662F) |
| 652F     | 652F(谷町線への転出後は22663F) | 652F(谷町線への転出後は22663F) | 652F(谷町線への転出後は22663F) | 652F(谷町線への転出後は22663F) | 652F(谷町線への転出後は22663F) | 652F(谷町線への転出後は22663F) |
| 24656F   | 23606F                         | 23606F                         | 23606F                         | 23606F                         | 23606F                         | 23606F                         |

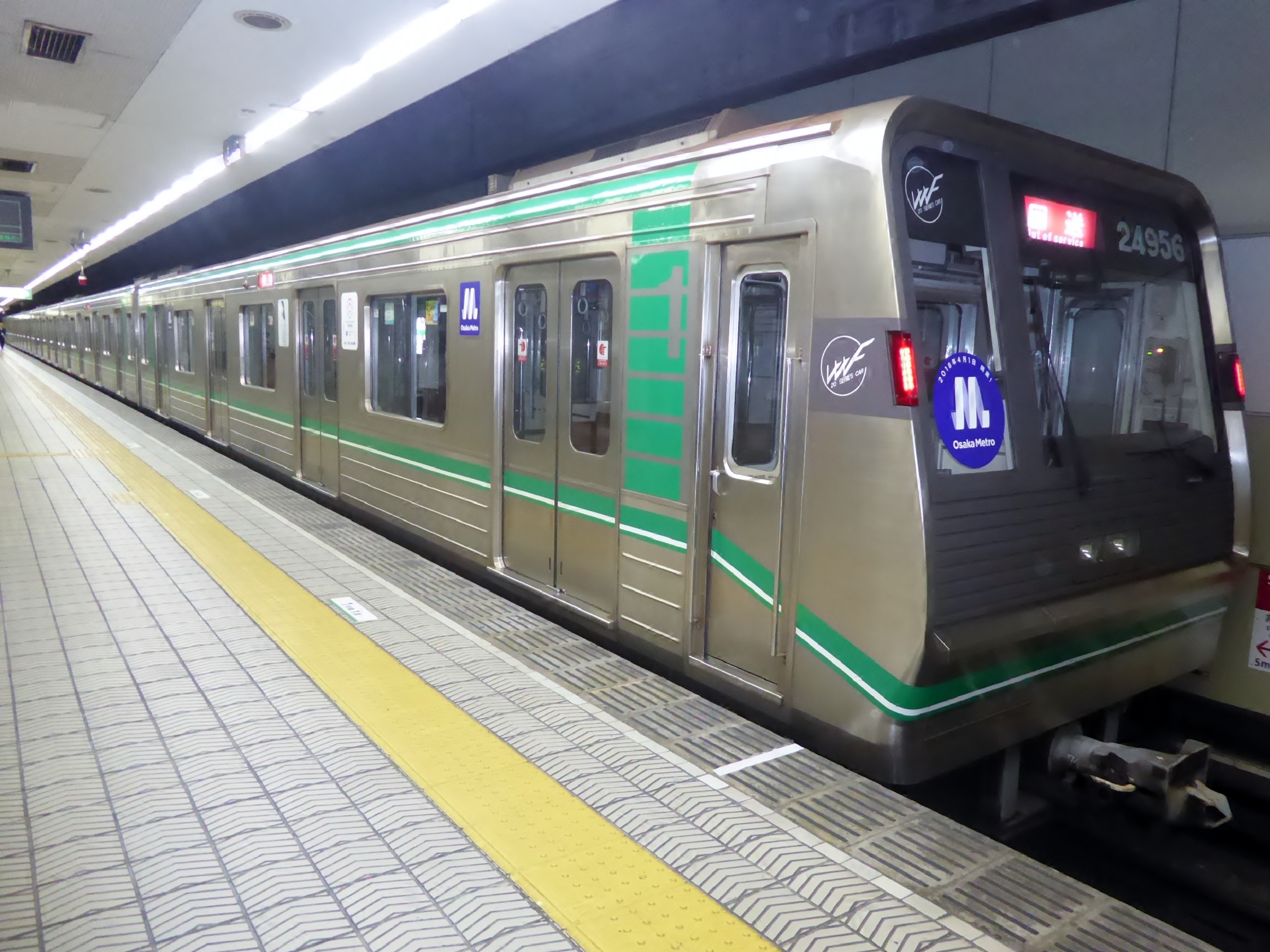
四つ橋線23系から転用改造された24656F

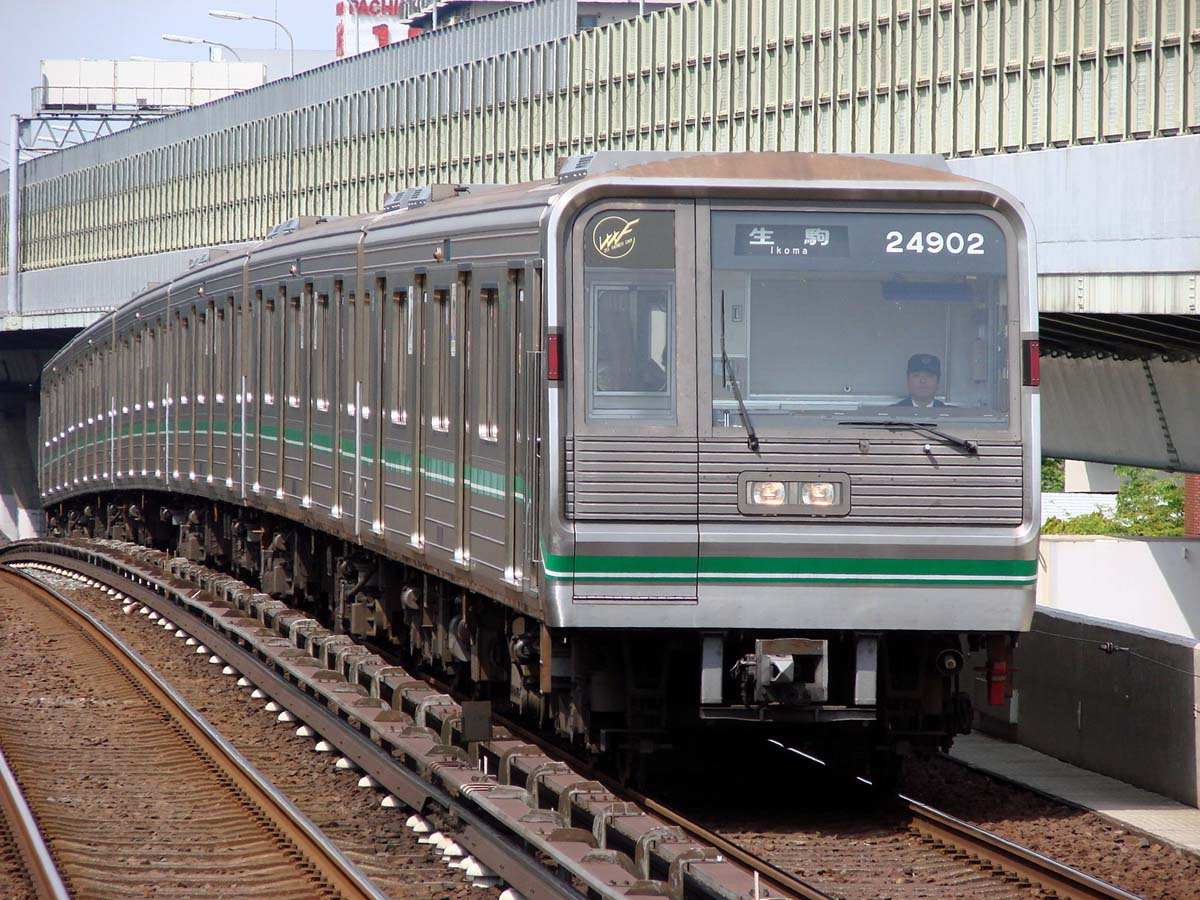
未更新車

2005年7月1日に大阪港トランスポートシステムの第一種鉄道事業が大阪市交通局に編入されたことにあわせて、OTS系2編成が本系列に編入された。編入の際、LED式車内案内表示器の千鳥配置化や、OTSロゴの「VVVF 20 SERIES CAR」ロゴへの変更などが実施された。OTS系時代の詳細は後述する。
22系の節で前述の谷町線用20系と中央線24系のトレード後も、中央線に残った第01 - 04編成の4編成24両には、2006年のけいはんな線延長に備え、20系と同様に、近鉄線内での最高95km/h運転・ワンマン運転への対応、起動加速度の向上、行先表示幕の交換、冷房装置横への車外スピーカー設置、ワイパーの形状・位置の変更、車内乗降扉上部へのLED式車内案内表示器設置などの改造が行われている。
24系のリニューアル工事は、2014年の第3編成を皮切りに開始されたため、全編成にLCD車内案内表示器・LED車内照明が設置され、2016年の第4編成への施工をもって完了した。第2・第4編成は車内デザインが変更されている。
前述のとおり、2014年に四つ橋線23系06編成にリニューアル工事を実施のうえ、24系56編成として編入し、廃車となった20系2601Fの代替とした。中央線転属に際しては、ラインカラーの変更、近鉄けいはんな線乗り入れ対応、側窓カーテンの新設などが行われた。
2022年7月以降、中央線への30000A系および400系の導入により、谷町線と四つ橋線への転用が進んでいる。2022年12月24日付で第56編成が四つ橋線へ、2023年2月1日付で第1編成が谷町線へ転出した。2023年度内に残る3編成も谷町線へ転出したことで、中央線から24系の配置がなくなった。

### 25系（千日前線）
千日前線用の車両は25系と称する。1991年から1995年にかけて4両編成17本（68両）が近畿車輛・東急車輛製造・アルナ工機で製造された。

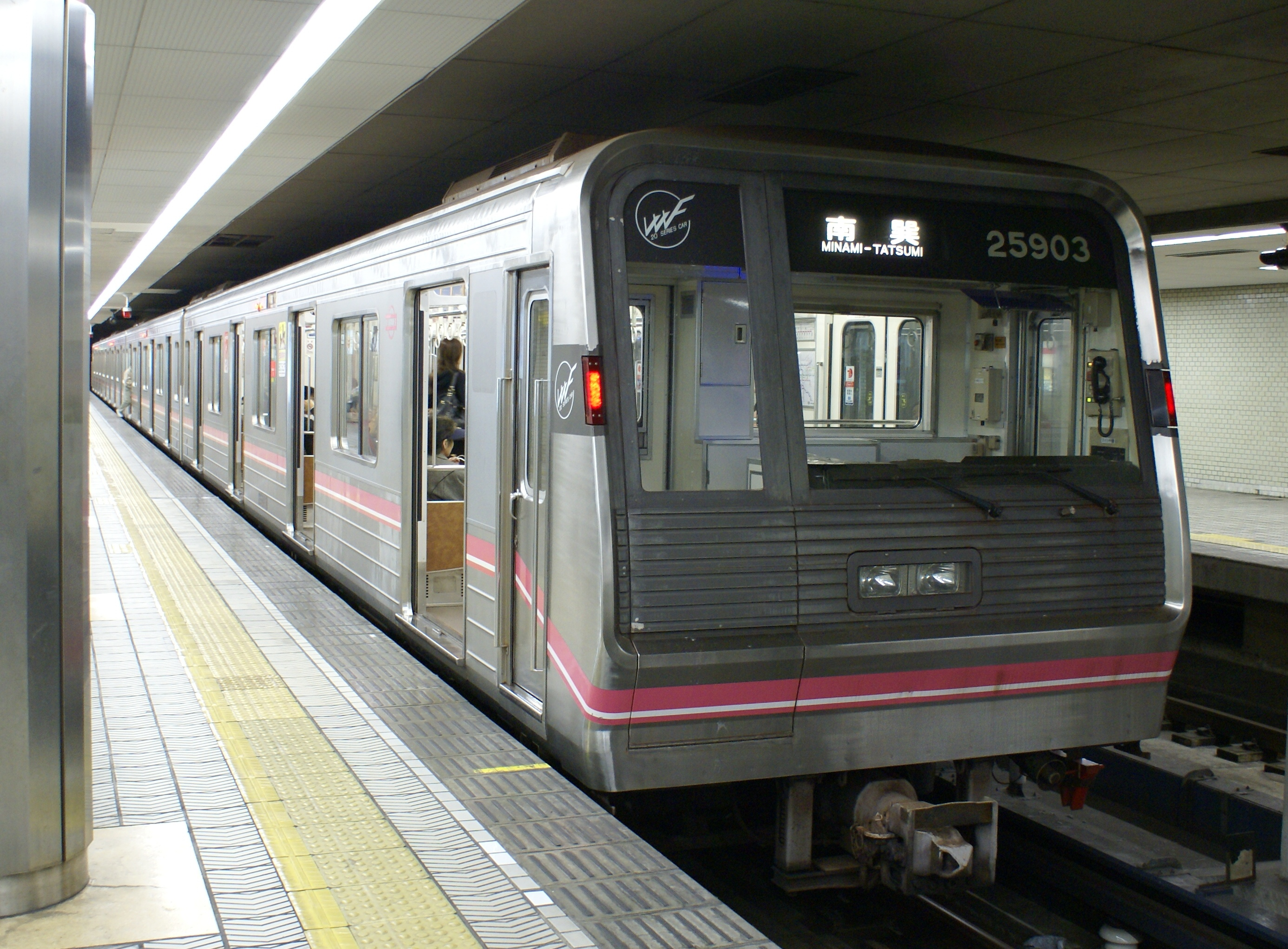
未更新車

各編成の詳細は以下のとおりで、全編成が4両編成で竣工している。
| 編成番号 | 竣工年月      | メーカー     | 更新竣工       | 仕様  | 廃車 | 備考 |
| -------- | ------------- | ------------ | -------------- | ----- | ---- | ---- |
| 25601F   | 1991年4月30日 | 近畿車輛     | 2014年3月27日  | 1次車 |      |      |
| 25602F   | 1991年5月7日  | 近畿車輛     | 2014年5月1日   | 1次車 |      |      |
| 25603F   | 1992年5月29日 | 近畿車輛     | 2012年2月20日  | 2次車 |      |      |
| 25604F   | 1992年6月2日  | 近畿車輛     | 2013年12月10日 | 2次車 |      |      |
| 25605F   | 1993年6月21日 | 東急車輛製造 | 2013年11月5日  | 3次車 |      |      |
| 25606F   | 1993年7月1日  | 東急車輛製造 | 2013年4月23日  | 3次車 |      |      |
| 25607F   | 1994年4月15日 | 東急車輛製造 | 2010年11月1日  | 4次車 |      |      |
| 25608F   | 1994年4月19日 | 東急車輛製造 | 2014年9月8日   | 4次車 |      |      |
| 25609F   | 1994年6月10日 | 東急車輛製造 | 2011年4月19日  | 4次車 |      |      |
| 25610F   | 1994年6月15日 | 東急車輛製造 | 2013年7月18日  | 4次車 |      |      |
| 25611F   | 1994年6月24日 | 東急車輛製造 | 2011年12月15日 | 4次車 |      |      |
| 25612F   | 1995年4月3日  | アルナ工機   | 2012年5月2日   | 5次車 |      |      |
| 25613F   | 1995年4月4日  | アルナ工機   | 2012年8月3日   | 5次車 |      |      |
| 25614F   | 1995年4月11日 | アルナ工機   | 2012年11月26日 | 5次車 |      |      |
| 25615F   | 1995年6月1日  | アルナ工機   | 2012年9月26日  | 5次車 |      |      |
| 25616F   | 1995年6月14日 | アルナ工機   | 2013年3月15日  | 5次車 |      |      |
| 25617F   | 1995年6月29日 | アルナ工機   | 2013年8月14日  | 5次車 |      |      |

千日前線で開業以来運用されてきた50系と1979年から運用された100形（2代目）は、ともに他線区からの転用車であり、これまで新車が直接投入されたことはなかった。それゆえ本系列は同線初の直接新製投入で、かつ同線初の冷房車となった。
なお、全区間地下線のため、同様の使用条件にある23系と同様、日よけカーテンは設置されていない。
千日前線ではATCにCS-ATCが採用されているため、本系列には工場への出入庫に必要となる従来型のWS-ATCに加え、CS-ATC対応機器が別途搭載されている。
また、2008年に第10編成の乗降扉室内側上部に千鳥配置でLED式の車内案内表示器が設置され、2014年の第2編成の更新工事完了をもって全編成に設置された。
さらに、同年の第8編成の更新工事をもって25系の更新が完了した。なお、第8編成への施工は2014年度であるが、2013年度施工車と同一メニューであるため、25系にはLCD式車内案内表示器および開扉時の盲動鈴鳴動機能を備えている車両はない。

### リニューアル
新20系についても竣工から約20年が経過したため、更新工事が実施されることになった。第一陣として千日前線用25系25607Fに施行され、2011年1月14日に営業運転を開始した。
更新工事の主な内容は次の通りである。

#### 外装
- 車体外板の洗浄
- 車体屋根部分の洗浄、塗装（検車場外で施工の場合のみ）
- 側面前後の号車番号表示追加
- 前照灯のLED化[49]（2018年度施工車から）
- 行先表示幕の更新（英文字は頭のみ大文字・2文字目以降は小文字化したものにそれぞれ変更、2018年度施工車からは側面幕のみ、字体をゴシック体に変更、併せて行先に駅ナンバリング記号も記載）
- ワイパーの形状、位置変更（21系・25系のみ）
- 冷房機横の車外スピーカー設置（22系第3・4・7編成、23系第1・2・4編成は除く）

なお、下3つの改造内容は、24系ではけいはんな線乗り入れ対応工事の際に既に実施されている内容である。また、リニューアル改造とは別で、側面の駅ナンバリング記号が記載された幕に交換された車両もあり、中にはリニューアル改造を受けていない車両で交換されている車両もある。また、20系は全編成で交換された。

#### 内装
- 座席のモケット交換、バケットシート化
- 床材の更新（ブラウン系 → グレー系）
- 座席中央部にスタンションポールを設置
- 吊り革の増設、改良
- 乗降扉床面に注意喚起用黄色ラインを追加

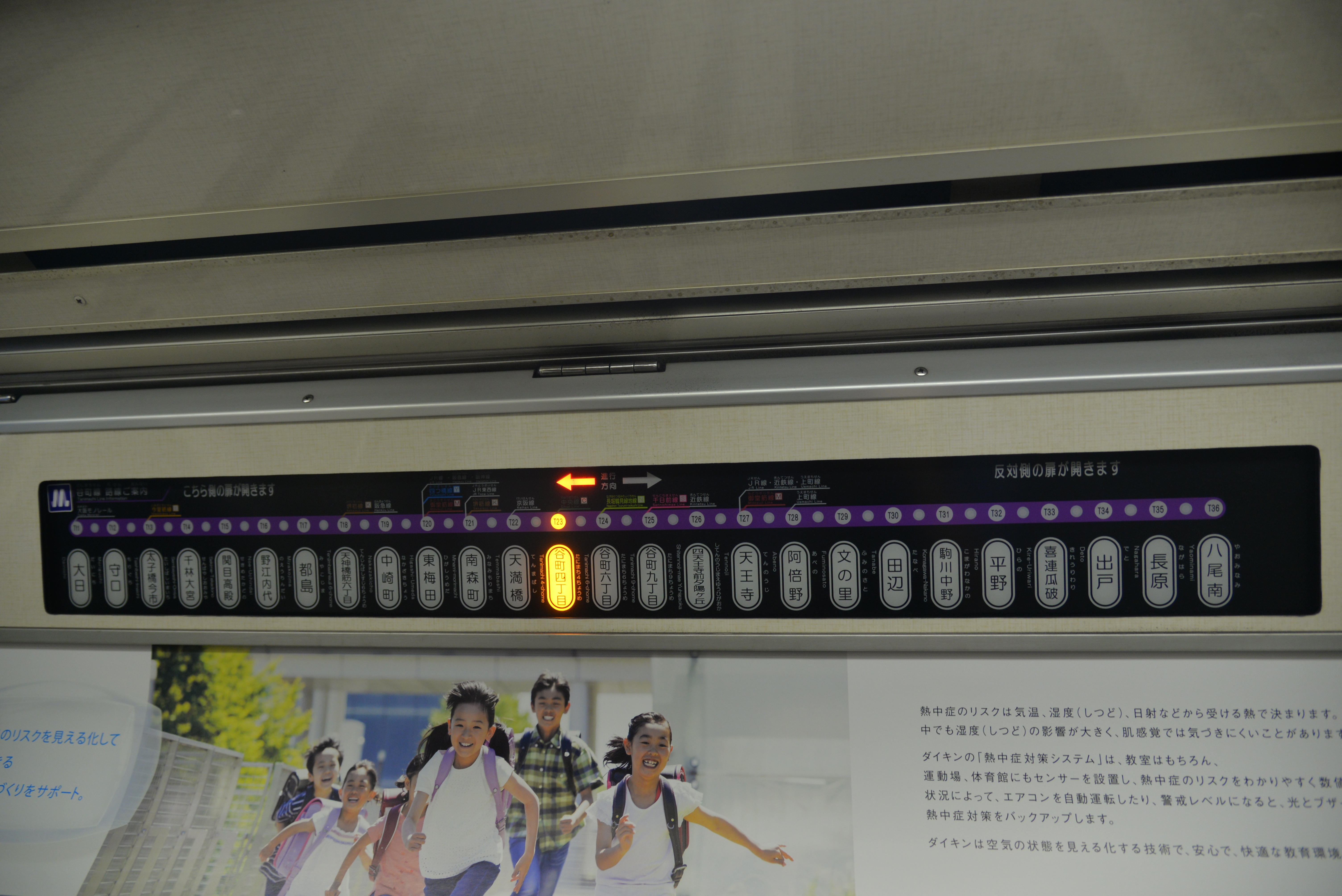
22604FのLED式車内案内表示器

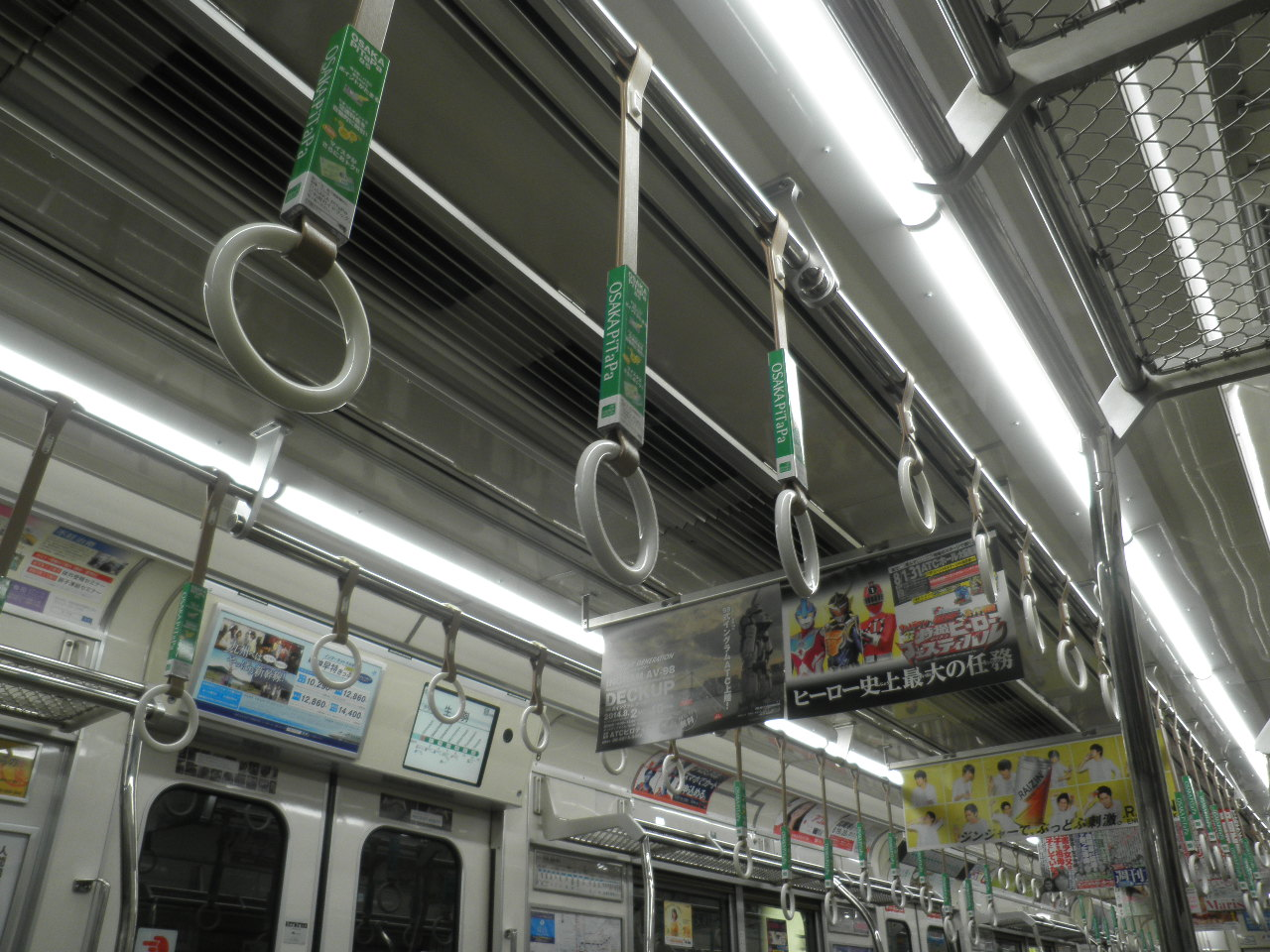
24603FのLED照明とLCD案内表示器

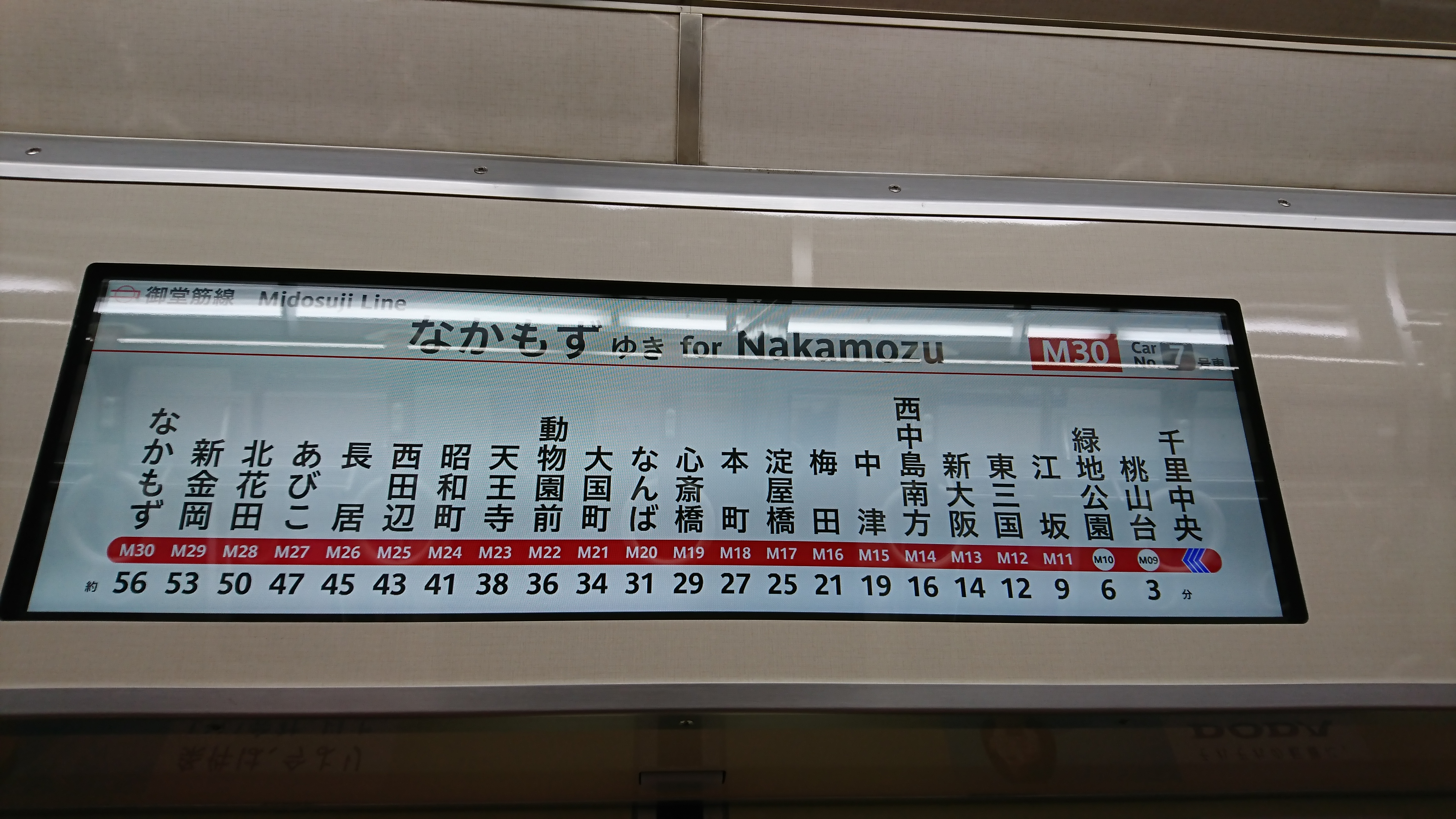
21611FのLCD案内表示器

- 車内照明を拡散カバー一体型LED照明に変更[50]（2014年度 - 2023年度施工車）
  - 2024年度以降の施工車はカバーのない直管蛍光灯型LED照明に変更。
- 運客仕切戸をガラスの大きいものに交換（2013年度施工車から）
- 扉開閉予告灯の設置
- 路線案内表示器、LED式車内案内表示器の設置（2013年度施工車まで）
  - 21系では路線案内表示器が千里中央駅までしか対応しておらず、北大阪急行南北線の延伸区間（箕面船場阪大前駅、箕面萱野駅）は点滅させることができないためシールのみで対応。
- LCD式車内案内表示器の設置[50]。21系（第5編成以降の改造施工車）、22系（第1編成以降の改造施工車）、23系（第3編成以降の改造施工車）、24系（2014年度施工車から）
  - 21系は第11編成以降の2017年度施工車より、阪急1000系などと同サイズの32インチハーフLCDを採用[51][52]。
- 開扉時の盲動鈴鳴動機能追加[50]（2014年度施工車から。音色は30000系や新幹線700系電車後期車、新幹線N700系電車と同じ）
- 扉横の手すりを下方向へ拡大（21系は第4編成以降の改造車、22系は第1編成以降の改造車、23系は第3編成以降の改造車、24系は第2・4編成に施工）
- 荷棚の更新（21系の2015年度施工車（第8編成以降の改造施工車）から）
- 女性専用車両の荷棚と吊り手の高さを変更[53]（21系の2016年度施工車（第6編成以降の改造施工車）から）
- 御堂筋線用30000系第10編成以降と同様の防犯カメラの設置（21系の2020年度施工車（第17編成以降の改造施工車）から） [54]

#### 内装デザインの変更
通勤型電車としてはハイグレードな内装を持つ新20系のリニューアルでは、上述のような細かい改良点が多く、30系や10系のように新デザインの化粧板への交換が行われなかったこともあり、利用者の視点からは大きく変わり映えしないものであった。
そこで新たな発想として、 「明るさ・親しみ・楽しみのある車内」をコンセプトに、2015年度より、リニューアルの際に「路線の特徴」「沿線の魅力」「路線ごとのカラーイメージ」を車内デザインに取り入れることとなった。このデザイン変更は、御堂筋線・谷町線・四つ橋線・中央線用新20系のほか、堺筋線用66系、長堀鶴見緑地線用70系でも行われている。

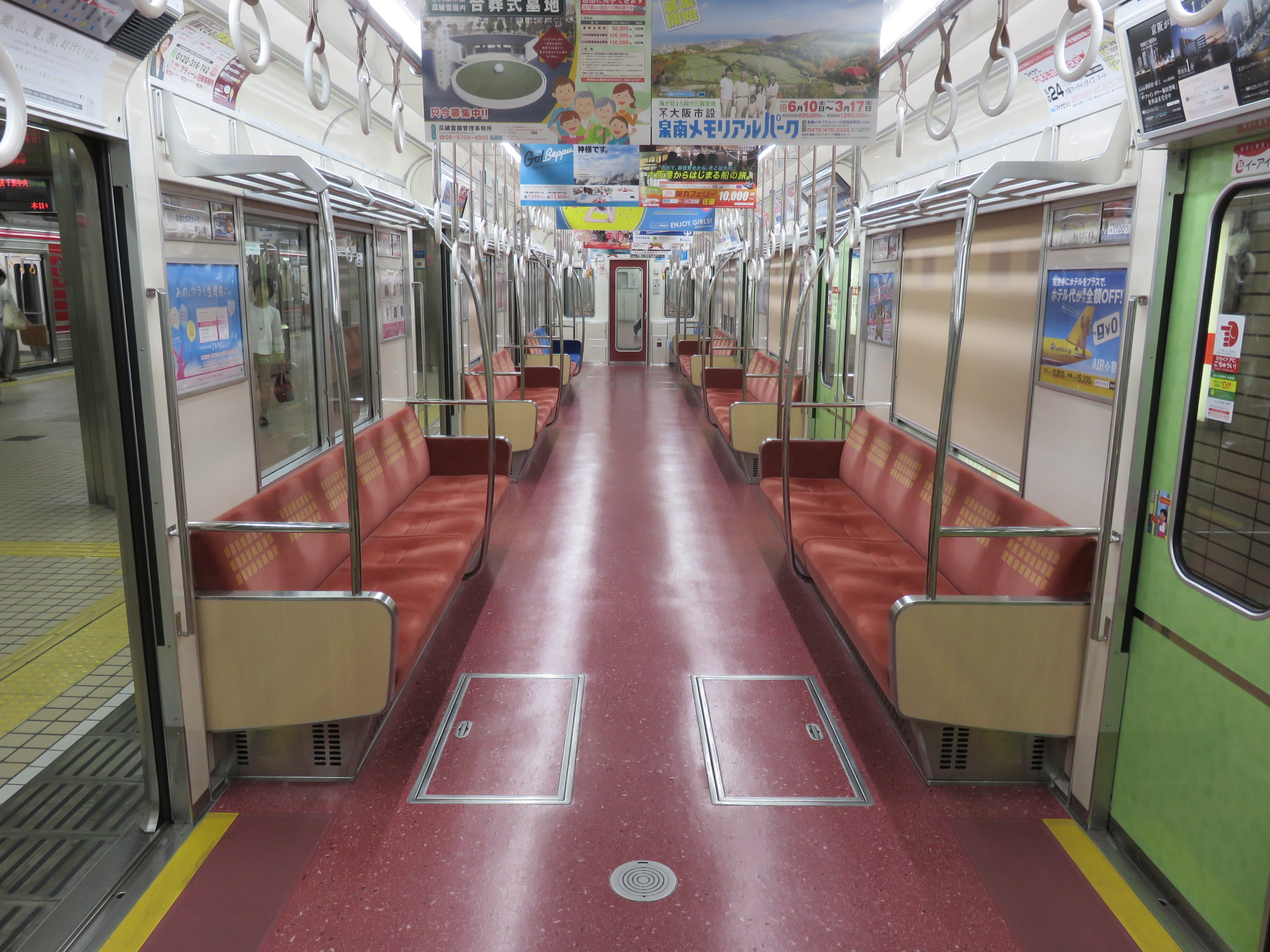
21系内装更新車（2018年以前施工）[注 44]の車内
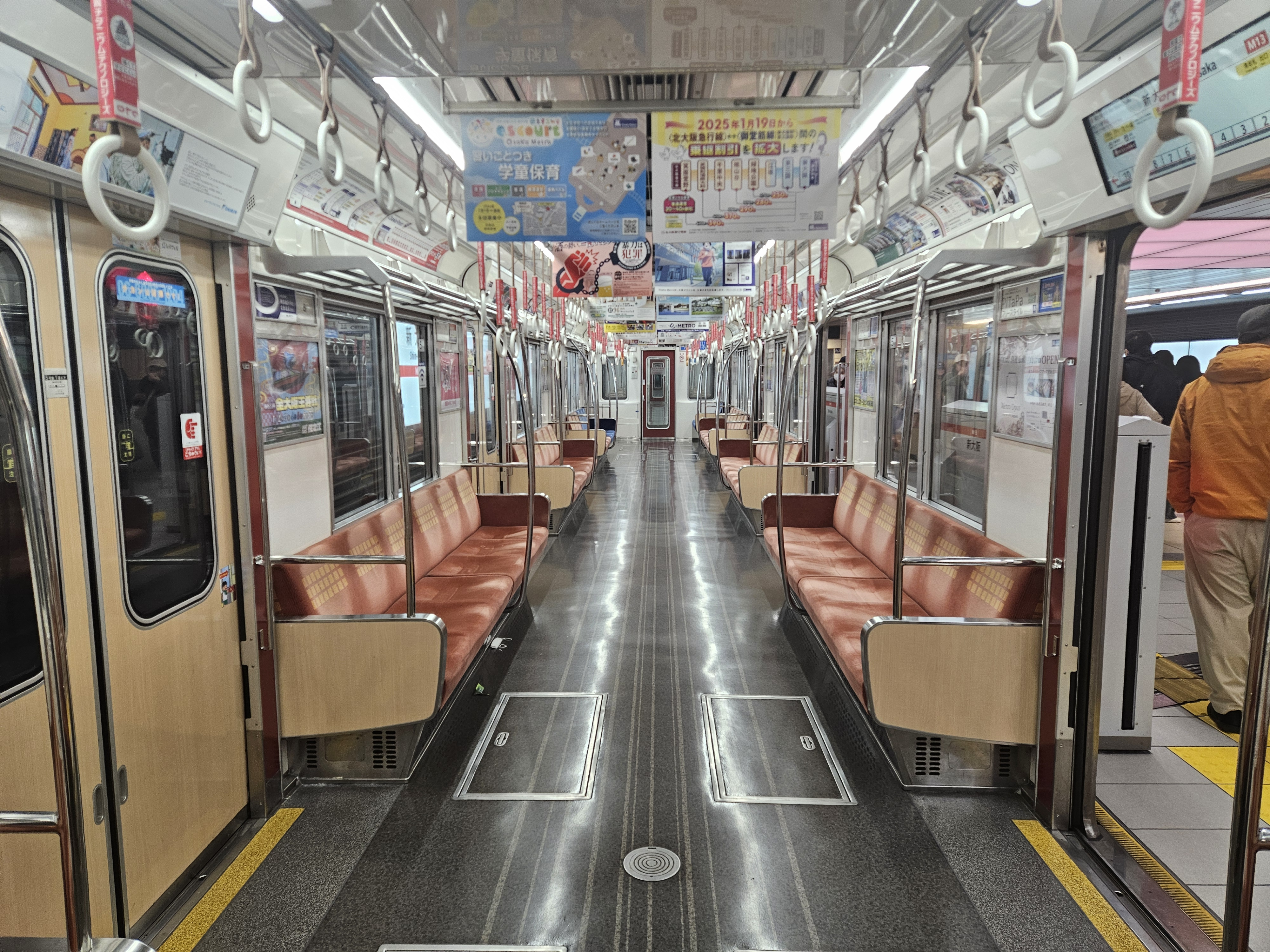
21系内装更新車（2018年以降施工）[注 45]の車内

21系は、御堂筋線の路線カラーでもあり、「大阪市営地下鉄の大動脈」を表す赤色を連結面扉に取り入れ、出入口扉を御堂筋の伸び行く新緑のイチョウ並木を表現したデザインに、座席の袖仕切りを木目柄に変更した。2018年10月以降にリニューアルされた第12 - 18編成では、床材を石目模様とストライプを組み合わせたものに、出入口扉と袖仕切りを木目柄に、アクセントとして出入口扉周辺と連結面扉を赤色に変更し、「穏やかな御堂筋」をイメージした、落ち着いた上質感あるデザインとなった。

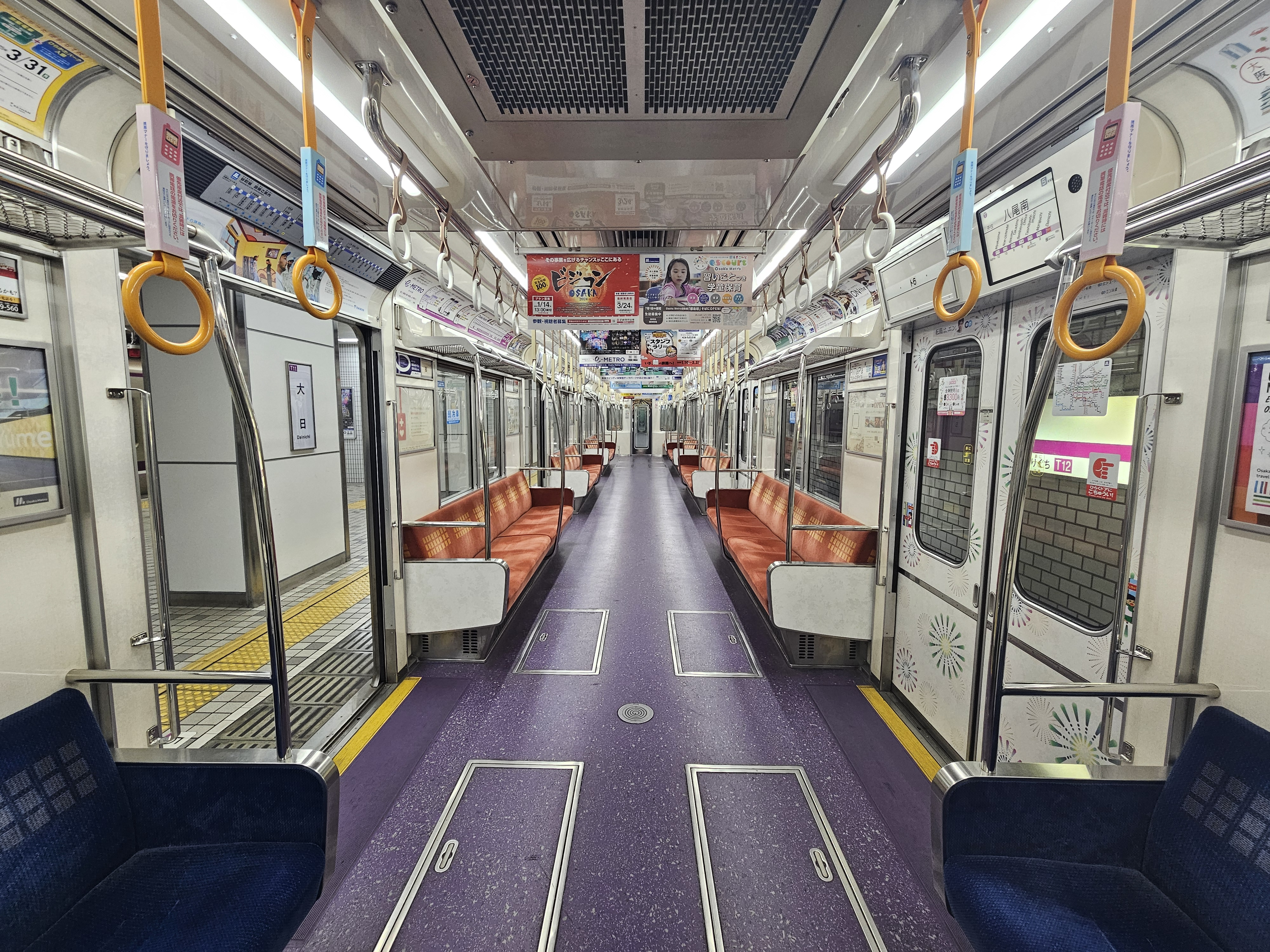
22系内装更新車の車内

22系は、路線カラーのパープルを取り入れ、歴史的な史跡や神社・寺院が立ち並ぶ「歴史薫る」谷町線沿線で開催される、天神祭の壮大な「花火」と谷町筋ゆかりの「梅の華」で、華やかさと伝統を融合した車両空間を表現したデザインとなった。

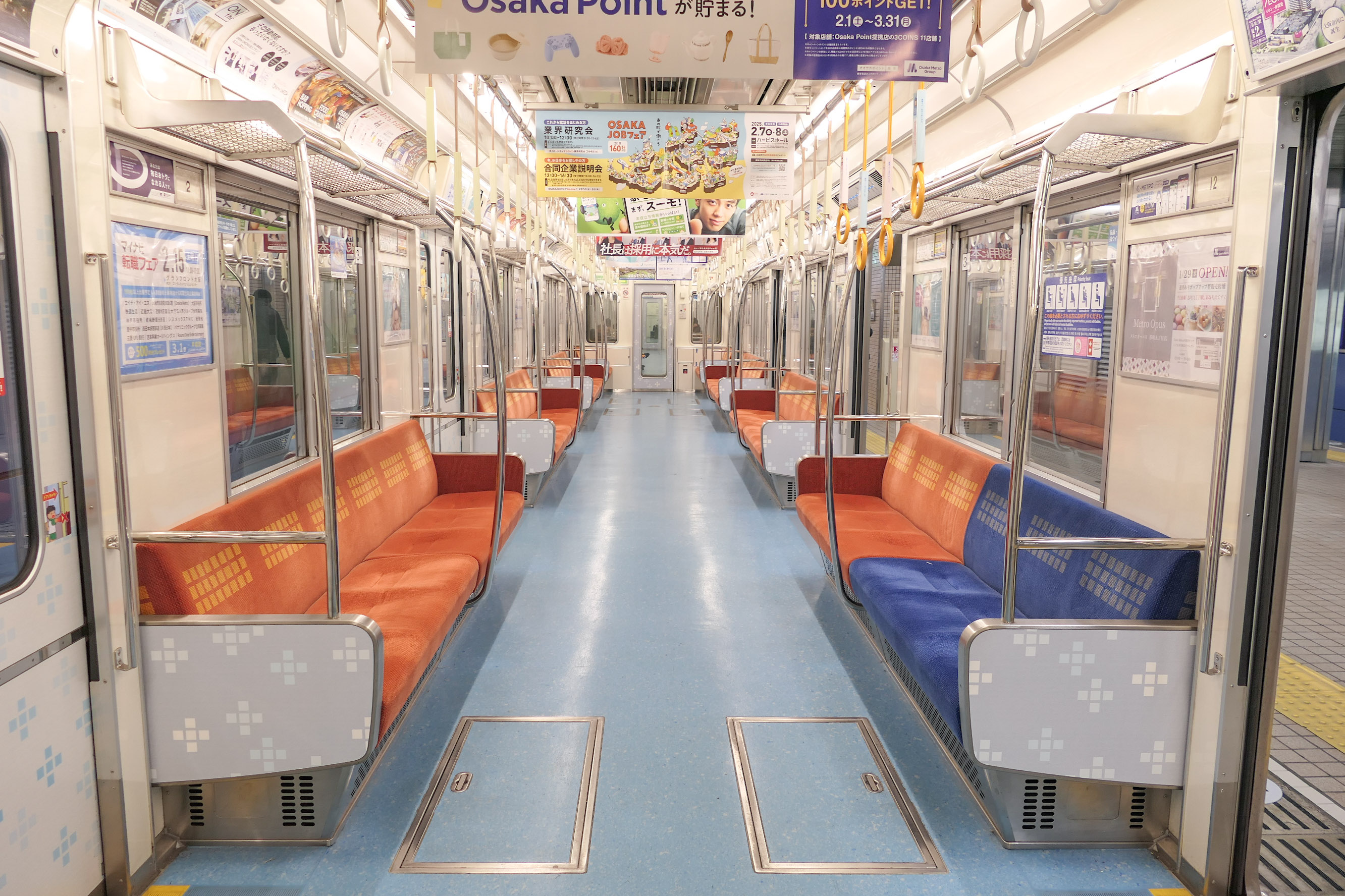
23系内装更新車の車内

23系は、「水巡る路線」をコンセプトに、上繋橋、下繋橋、炭屋橋、吉野家橋の四つの橋をモチーフにした「四ツ橋柄」と、四つ橋線の路線カラーと水をイメージした「ブルー」を取り入れたデザインとなった。

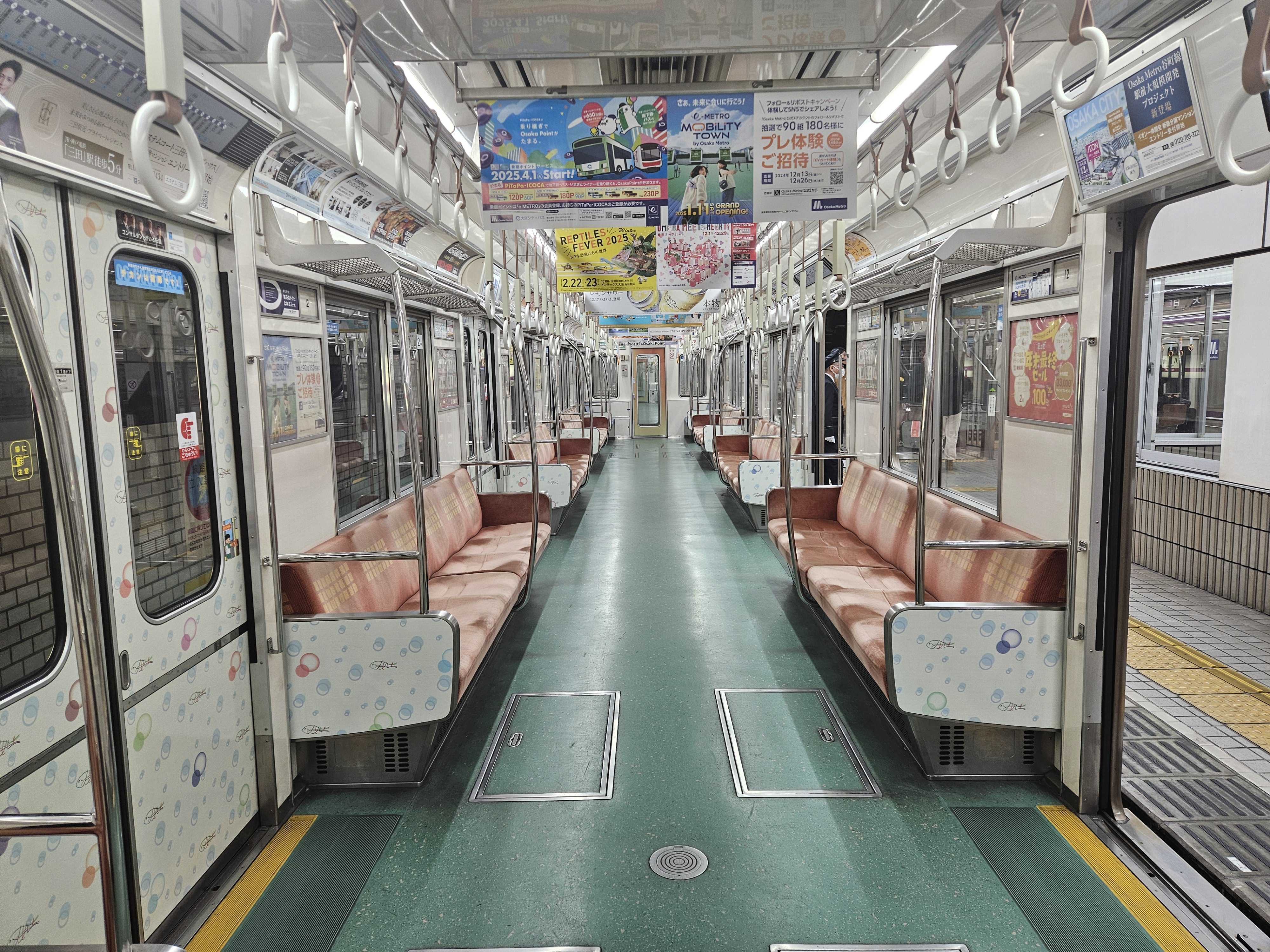
24系内装更新車の車内

24系は、地下鉄・ニュートラム全路線に「つながる路線」をコンセプトに、「朝日の昇る生駒山」から「夕日の沈む大阪港」へ、中央線の路線カラーである「グリーンベルト」でつなぎ、大阪市交通局の路線図をもとにデザインした「さかな」が各路線色で彩られた泡の中を泳ぎ回る、「明るく・かわいい」車内を表現したデザインとなった。
25系は2014年度までにリニューアル工事が完了していたため、内装デザイン変更の対象となった編成はない。

#### その他
- 自動運転装置、可動式ホーム柵関連機器の設置（21・22・23系ホーム柵対応車[注 50]、25系のみ）
- マスコンのワンハンドルタイプへの交換、ワンマン運転対応機器の設置（25系のみ）など、運転台上にある運転操作部の改良（21・22・23系ホーム柵対応車、25系のみ）
- 各種計器類（速度計や圧力計など）のアナログ化
- 制御装置・ブレーキ装置などの交換・補助電源（MG）のメーカー整備
- ATO出発ボタンの追加（25系のみ）

### 廃車
新20系は登場から30年以上にわたり廃車は出なかったが、前述の中央線への新車投入に伴う中央線からの更新車（24系）転入により、2023年8月に谷町線22系22655F（元24605F）がリニューアルを受けずに新20系では初の廃車となり、さらに2024年1月には22系22615Fが廃車となっている。

### 大阪港トランスポートシステムOTS系
OTS系は、かつて大阪港トランスポートシステムが保有していた通勤形電車で、前述したように中央線用の24系に系列・形式称号変更された後、谷町線への転属にあたり、22系22662F、22663Fとなった。
ここではOTS時代について記述する。
この車両は1997年12月18日のOTSテクノポート線開業に際し、日立製作所で6両編成2本（12両）が落成した。車体や主要機器は乗り入れ先の中央線24系と同一仕様であるが、車内案内表示器は全扉に設置された。
| 編成 番号 | 竣工年月      | メーカー名 | 更新竣工 | 仕様  | 廃車 | 備考                 |
| --------- | ------------- | ---------- | -------- | ----- | ---- | -------------------- |
| 651F      | 1997年7月29日 | 日立製作所 |          | 1次車 |      | 警笛異音車 現 22662F |
| 652F      | 1997年8月1日  | 日立製作所 |          | 1次車 |      | 現 22663F            |

また、落成時の編成は以下のとおりである。
| OTS系 6両編成                                                                                                 |        |        |        |        |        |
| \| OTS650 \| OTS150 \| OTS850 \| OTS350 \| OTS250 \| OTS950 \| \| Tec1 \| Mb1' \| T' \| Mb2 \| Ma2 \| Tec2 \| |        |        |        |        |        |
| OTS650 | OTS150 | OTS850 | OTS350 | OTS250 | OTS950 |
| Tec1 | Mb1'   | T'     | Mb2    | Ma2    | Tec2   |

カラーデザインは、内外装ともにOTS線の海浜をトータルイメージとしており、正面は貫通扉をオーシャンブルー、それ以外をオリンピアブルーとし、ラインカラー帯はモーニングブルーとオリンピアブルーの上下にホワイトの細帯が入ったものであった（画像参照）。内装は、化粧板はホワイトグレー、床材は砂浜をイメージしたベージュ系の砂目柄、座席モケットはブルーオーシャンと称するブルーグリーン系とされた。

なお、OTSテクノポート線の開業時には、車体に漫画「少年アシベ」のキャラクターである「ゴマちゃん」のステッカーが貼付されていた。